# Ben 10 終極英雄
《Ben 10 終極英雄》（英語：Ben 10: Ultimate Alien），為美國時代華納公司旗下Cartoon Network Studios於2010年推出之電視動畫。是Ben 10商標的第三部系列作，分兩季52集。由Dwayne McDuffie和Glen Murakami以及Man of Action工作室製作。在美國是在2010年4月23日首播，在台灣、英國和拉丁美洲是在2010年10月10日10:00。美國已經在2012年3月31日播出最後一集，台灣則是在2012年9月27日播出最後一集。中国大陆初期由广东广播电视台嘉佳卡通卫视于2014年9月中到2015年6月15日为全国首播，现节目由腾讯公司旗下的腾讯视频重新配音在网络平台独家播出，以《少年骇客终极异形》名義，与台湾版不同 (大陆版为高清16:9播出，无字幕，在大陸配音)。

## 故事簡介
小班得到Omnitrix的升級版Ultimarix以後，擁有更強大的變身能力，可以將之前變身的外星生物轉變為更強大的版本。另一方面，小班原本的秘密身份曝光讓大眾以不同於過去的眼光看他。小班除了要面對與茱莉關係的變化，還要面對過去的舊敵人和未知的新敵人。
第一季的劇情主線在阻止惡怪剋的計畫，主要敵人為惡怪剋。
第二季沒有特定的主要敵人，有多集敘述各角色本身的故事，後期原本衰弱的永恆武士重振實力，異界生物大剛也將構成嚴重威脅。

## 主角團隊
- 田小班（Benjamin Tennyson，Ben）

配音：Yuri Lowenthal（美國）；何志威（台灣）；保志總一朗（日本）
小班已經16歲，配戴功能更強大的Ultimatrix讓他可以變身的外星英雄有強化版本。自從他的身份被一個崇拜他的小孩子吉米發現後，消息快速在網路散佈。許多小孩子和青少年熱烈崇拜他，但是也有不少成年人將他視為狂人或威脅，憂心對年輕人造成不良影響。而小班在成名後，除了市面推出他的相關商品，他自己也會出席公關活動。但是過度沉醉名聲的表現，也造成他和茱莉之間的衝突。在第一季末期當凱文四處作亂時，一直堅持要擺平凱文，而且毫不手軟。後來小玟提醒小班應該保護無辜者，包括凱文。小班因此沒在最後一刻除掉凱文。但是小班看出和他們合作的麥克居心不良而做了防範，最後凱文回復，麥克的陰謀也沒有得逞。
第二季一開始，小班和茱莉幾乎可確定是分手。在《The Transmogrification of Eunice》，小班遇到從外太空來的尤妮絲並很快著迷。小玟提到還有茱莉，小班回答他和茱莉分手，但小玟表示這是小班造成。到《Eye of the Beholder》，小班向茱莉道歉並表示他仍然關心茱莉，茱莉接受並再給小班機會。
小班在《The Ultimate Enemy Pt. 2》擊敗魔賈斯及封印大剛。魔賈斯試圖勸說他可以做的事不只是用艾司克隆把地球人恢復原狀，結合Ultimatrix、艾司克隆和大剛的力量可以讓小班掃蕩宇宙一切邪惡。小班有些動搖，但是在小玟、凱文和茱莉的勸說下回歸初衷用艾司克隆把地球人都恢復。小班和茱莉也在後來接吻。阿茲米斯從小班收走艾司克隆和Ultimatrix，並給了小班一支新的Omnitrix，告訴小班這支Omnitrix為小班準備六年。小班問到完全掌控Omnitrix的時候，阿茲米斯對他說等他18歲的時候當禮物送他。
- 田小玟（Gwendolyn Tennyson，Gwen）

配音：Ashley Johnson（美國）；許淑嬪（台灣）；前田沙耶香（日本）
小玟已經16歲，在Ben 10團隊中仍然是個重要戰力。她有從10歲開始就學會的魔法，這來自繼承安諾星人血統而來的操縱天能的能力。可以將天地的生命能源塑型，成為防護罩、套索或階梯，也能用天能颳起強勁的旋風。到了《Fused》，開始表現超空間傳送的能力。另外，她在無師自通的情況下還能辨識部分刻劃的絕真秘名。在《Ben 10,000 Returns》的時候，首度出現強制停止目標的行動。在《Ben 10 外星英雄》時曾經用過時間旅行企圖修改過去，不過這個能力現在沒有繼續使用過的記錄。她還會空手道，戰鬥時也會使用。
跟小班不同，在第一季末期一直在想辦法幫助失控的凱文恢復，還阻止小班去對付凱文。第二季的《It's Not Easy Being Gwen》可以看到她如何兼顧自己的生活。在《Ultimate Sacrifice》為了救援受困Ultimatrix的小班而將地球人身體留置並以安諾星人型態進入Ultimatrix的世界，因此發現自己的安諾星人基因影響力比想像中大，飛行時產生天能星光。
- 李凱文（Kevin Levin）

配音：Greg Cipes（美國）；于正昇、李明幸（幼年）（台灣）；杉山紀彰、増田裕生（幼年）（日本）
這位高大強壯又自負的18歲青少年小時候是小班的宿敵，現在則是戰友，同時也常成為Ben 10團隊的麻煩製造者，父親則是天工會的一員李達文。凱文就像之前在《Ben 10 外星英雄》一樣擁有複製碰觸的物質以包覆全身的能力，現在更進一步能將複製到身上的物質轉換成武器。他現在不願意再使用吸收生物能源的能力，因為這樣會造成心智錯亂。這些能力來自他歐斯摩西人的血統。凱文在後來為了對付惡怪剋吸收Ultimatrix的力量，雖然擊敗惡怪剋，自己也因此發瘋。第一季末期凱文因為發瘋的關係，不但不斷的找人翻舊帳，還四處吸取其他外星人的超能力。在第一季最後一集清醒，回到大家身邊。此外，凱文對外星社會和科技的知識有相當了解。交通工具方面，除了和以前一樣有自己的車，現在還有一架自己的太空船老破車三號可以帶小班和小玟執行任務。
在《It's Not Easy Being Gwen》透露凱文因為被關在虛無零界的關係，並沒有真的上過高中。雖然他相當聰明，掌握許多知識和技術，還是對這件事在意。所以小玟決定幫他準備GED。

## 配角們

### 親屬
- 田馬克／馬克爺爺（Max Tennyson/Grandpa Max）

配音：Paul Eiding（美國）；徐健春（台灣）；たてかべ和也（日本）
小班和小玟的爺爺，從他們10歲就開始和他們合作對抗各方惡勢力。現在大部份時間退居幕後，工作主要是訓練新人。和惡怪剋的戰鬥中受重傷，在蓋文星療養。凱文發瘋的時候，小玟要求療養中的他說服堅決除掉凱文的小班，被他拒絕。但是他另外和小班通訊，問小班是否對自己要採取的行動考慮清楚了。第一季最後一集大家在拖延與誘捕凱文時，他已經結束療養回到地球和凱文作戰。當凱文恢復正常且麥克晨星的意圖失敗，他和茱莉也即時抵達現場看到最後一幕。
- 珊卓（Sandra Tennyson）

配音：Beth Littleford（美國）；馮嘉德（台灣）
小班的母親，重視以運動和健康飲食養生。在《Ben 10》和《Ben 10：超時空聖戰》都有登場，不過都屬於假設劇情或平行宇宙。第一次出現在正統故事線是在《Ben 10 外星英雄》第一集，但是那時候的造型不一樣。
在《Ben 10 終極英雄》是在《Hit 'Em Where They Live》首度登場。當時Ben 10團隊的秘密已經公開，舊日敵人想對他們的親人下手。她在洗盤子的時候七七怪要攻擊她，被馬克阻止。贊伯洛、魔卡那、邪咒魔女共謀綁架她，Ben 10團隊前往救援。小玟打敗看守她的贊伯洛，將她救出來。後來小玟在吃棉花糖的時候問她要不要來一些，她婉拒了。
- 卡爾（Carl Tennyson）

配音：（美國）；吳文民（台灣）；（日本）
小班的父親。在《Ben 10》和《Ben 10：超時空聖戰》都有登場，不過都屬於假設劇情或平行宇宙。第一次出現在正統故事線是在《Ben 10 外星英雄》的《Grounded》，和珊卓一起回家的路上看到小班和進化人交手。
在《Ben 10 終極英雄》是在《Hit 'Em Where They Live》首度登場。當時Ben 10團隊的秘密已經公開，舊日敵人想對他們的親人下手。贊伯洛、邪咒魔女、魔卡那在卡爾的路上準備伏擊他，他的車胎爆胎時觀察發生什麼事。小班、小玟、凱文趕到迎擊敵人，保護了卡爾。
- 哈奇（Harvey Hackett）

配音：Oliver Thompson（美國）；李景唐（台灣）
凱文的繼父。在凱文的親生父親達文死後，凱文的母親和他結婚，期望提供凱文一個完整的家庭。但是凱文認為他要取代自己親生父親的地位，對他懷抱敵意。凱文不是他親生兒子，他對凱文就還是像對親生兒子一樣照顧，可是也害怕凱文擁有的超能力。凱文母親愛他沒有到像愛達文的程度，他也接受這種情況。凱文把家毀掉以後逃走，但是在凱文的記憶中是他說服凱文母親把凱文趕出家門。
在凱文因為Ultimatrix能量而發瘋以後，哈奇在《Absolute Power Part 2》登場，要阻止凱文攻擊馬克；他說不再害怕凱文。當時的凱文威脅要用電擊殺死他，後來被阻止。
- 娜塔莉（Natalie Tennyson）

配音：Juliet Landau（美國）；馮嘉德（台灣）
小玟的母親，又稱莉莉（Lili），初登場在《Ben 10 外星英雄》的《What Are Little Girls Made Of?》。
在《Ben 10 終極英雄》初登場於《Girl Trouble》。當桑妮被送到小玟家住的時候，小玟相當不悅。可是她堅持要小玟陪桑妮，就算出門也要帶桑妮一起去。在《It's Not Easy Being Gwen》的時候要小玟幫她寫家族聚會的邀請函，並在結尾邀請小班和凱文。在《The Egg Man Cometh》聽烹飪節目做菜，但是她使用的蛋出了問題，因此連絡小玟。
- 桑妮（Sunny）

配音：Ashley Johnson（美國）；楊凱凱（台灣）
小班和小玟的堂親，登場於《Girl Trouble》。暑假的時候被送到小玟家，因為她父母希望她能受到小玟好的影響並且和原本的男友保持距離。小玟不喜歡她，但是莉莉堅持小玟要帶著她，因此Ben 10團隊出任務時被迫讓她隨行。她也會使用安諾星人的能力，技巧比小玟還要純熟與強大，甚至不需要像小玟一樣用天能製造階梯而是直接飛行到高處。桑妮在Ben 10團隊出任務時無視他們必須專心工作，只要自己取樂而惹麻煩。後來她的男友也追上來，讓局面更加複雜。最後任性的性格和小玟起了衝突，桑妮露出安諾星人型態攻擊小玟。小玟在戰鬥上完全不是桑妮的對手而陷入險境，直到薇朵娜抵達將桑妮制伏並帶走。
- 薇朵娜（Verdona）

配音：Juliet Landau
小班和小玟的祖母，馬克之妻。身為安諾星人，她有自由操縱天能的能力。她的地球人型態是一種偽裝，而安諾星人本身是能源體。過去被智慧型機器人族群雷射爆（Synthroid）俘虜，後來墜落到地球的聖路易斯並且遇到馬克。她和馬克戀愛並結婚，在這期間一直隱藏自己原本的模樣。後來馬克因為總是有水電工秘密任務並總是對她說謊，造成他們的關係產生距離，最後分開。她和馬克有三個兒子，其中卡爾和法蘭克都沒有遺傳到她的能力。薇朵娜在孩子們長大後回到安諾星住，但是有時會到地球看孫輩有沒有人遺傳到她的能力。多次沒有任何發現，直到小玟成長文青少年開始展現能力。她在《Ben 10 外星英雄》和《Ben 10 終極英雄》各一次對小玟提出和她去修行，都被小玟婉拒。雖然小玟在家族裡面控制天能並不是最強的，她在孫輩中最疼愛的仍然是小玟。
首度登場於《Ben 10 外星英雄》的《What Are Little Girls Made Of?》。她和Ben 10團隊偶然相遇，想要帶小玟去修行，被小玟婉拒了。
在《Girl Trouble》登場以強大的力量制服作亂的桑妮並帶回家去。離開前提到小玟在沒接受正式訓練的情況下還能如此熟練運用天能，提出帶小玟去修行，仍然被小玟婉拒。在《Moonstruck》馬克提起關於自己和她認識的過去。

### 學校
- 茱莉（Julie Yamamoto）

配音：Vyvan Pham（美國）；林美秀（台灣）
茱莉是小班的女朋友，黑頭髮有東方人的面孔，個性非常的開朗，經常陪著小班一起讀書，學習成績非常好。喜歡打網球，也具有相當的實力。性格好勝。身邊養著一隻變形怪-船(SHIP)，可以變成任何東西，也可以變成戰鬥機參與戰鬥或搭載他們。在《Ben 10 終極英雄》仍然會在某些時候協助小班作戰，在第一季末期凱文發瘋的時候，和船一起出面幫助小玟。當小班身份剛曝光時也給小班勇氣，但是就在小班沉醉於自己名聲後，與小班的關係多次出現緊張。由於小班的名聲與自我中心，讓茱莉和小班的關係出現危機。第二季小班為自己的態度向茱莉道歉，茱莉接受並願意再給小班機會。在第二季《The Flame Keepers' Circle》為了多幫助人的想法加入神秘教團，並且為了教團的事和小班與凱文爭辯。在看到真相以後承認教團的事是她錯了，但是仍然認為擴散外星科技幫助地球人的想法是對的。在《The Ultimate Enemy Pt. 1》大剛把絕大多數地球人變成魔龍秘教士兵的時候，船先一步發現而變成鎧甲保護她免受大剛力量影響。在《The Ultimate Enemy Pt. 2》小班受魔賈斯言語影響動搖的時候，茱莉一起勸告小班。在小班按照初衷將地球人恢復原狀以後，茱莉和小班接吻。
- 凱斯（Cash）和小傑（JT）

配音：Matt Levin（凱斯）和Scott Menville（小傑）
這兩人從小學就和小班是同學，並且在那時喜歡欺負小班。在《Ben 10 外星英雄》情況出現一些轉變。到《Ben 10 終極英雄》的《Fame》小班身份曝光的隔天到學校，這兩人在走廊上和大家鼓掌歡迎小班。
在《Reflected Glory》Ben 10團隊在追捕永恆武士的時候，發現這兩人的奇怪舉動。原來他們在自己部落格宣稱一切行動都是他們策劃，小班等人只是聽命行事。由於他們的勸說，小班、小玟和凱文同意配合演出。但是在賽瘋來攻擊且戰況不利時，他們承認他們在造假，這段影片流傳到網路上造成眾人對他們罵聲四起。即使最後他們真的救了和賽瘋戰鬥身陷險境的小班，也沒有人相信。
- 愛莉（Emily）

配音：Olivia Hack
小玟從幼稚園開始的朋友，登場於《It's Not Easy Being Gwen》。她因為下半身麻痺而使用輪椅，經常將帶的食物分給小玟，如貝果和優格。她討厭小班，因為小班一度和她約會，讓她被網子纏在距離地面200英呎的廣播塔上。根據小班的說法，那是為了她的安全避免她掉下。

### 新聞人物
- 吉米瓊斯（Jimmy Jones）

配音：Scott Menville（美國）；劉如蘋（台灣）
一個10歲小孩子，熱衷於陰謀論，也是小班熱切的粉絲。房間裡都是和小班變身的外星英雄相關物品，外套也和小班穿的同款式。整理資料分析發現小班就是那些外星英雄，興奮地公佈在網路上。Ben 10團隊前往他家找他時，凱文的舉動嚇到他。後來他曾經幫助小班得到任務所需資訊。
在《Eye of the Beholder》小班苦惱於和茱莉的關係和他談，他讓小班決定主動去找茱莉。在《The Big Story》，吉米發現外星植物，但是小玟和凱文一開始都不信，小班看起來失常，他只好到威爾何倫的節目上敘述他的發現。
吉米身上帶著花生。在《Eye of the Beholder》小班在他家和他說話時，他一邊吃花生一邊聽，還問小班要不要也來一些。在《The Big Story》，也是因為吉米的花生讓原本陷入苦戰的Ben 10團隊反敗為勝。
- 威爾何倫（Will Harangue）

配音：John DiMaggio
電視主播。自從小班的身份曝光後就在電視上宣傳小班的危險，宣稱小班將帶壞兒童和青少年。任何和小班有關的事件，小班都受到他極力詆毀。在《Video Games》，他甚至密謀打造一部機器人「跟蹤狂」，要公開除掉小班。計畫失敗後，車輛也被砸毀。在他憤怒痛罵小班的時候，還刻意播放經過倒帶的影片。到《The Big Story》吉米在節目上敘述自己的發現，威爾何倫將敘述扭曲為小班引來外星侵略。
- 奧立佛（Oliver）

配音：Peter MacNicol
在《Video Games》初登場，為威爾何倫工作。他假借設計主題電玩為名找小班拍攝戰鬥鏡頭，實際上蒐集小班戰鬥方式的資料提供給用來對付小班的機器人。在《Reflected Glory》為凱斯和小傑計畫的「表現」拍攝，最後他們真的幫助小班打敗賽瘋的時候攝影機故障沒拍到。
- 珍妮佛娜妲（Jennifer Nocturne）

配音：Tara Platt
電影女明星，飾演吸血鬼。在《Hero Time》登場時第一次遇到小班就強吻小班，之後計畫與小班共同出席公開場合。在小班和替天行道大隊長的三項競賽擔任現場主持人。後來被替天行道大隊長綁架，但是被小玟所救。當她轉而向凱文搭訕時，被小玟警告離遠一點。
在《Catch a Falling Star》揭露她相關成長背景。她出生沒多久父親就失蹤，十四歲時離家。小班和小玟為了調查去找他母親到布利吉曼車屋公園，發現她母親比較在意看小班展現能力以及和小班合照，而不是失蹤的女兒。
在《Catch a Falling Star》幫助替天行道大隊長越獄並一起行動。當替天行道大隊長說要報仇的時候，曾經嘗試說服替天行道大隊長只要兩人在一起就夠了。小玟調查過以後判斷出她與替天行道大隊長共謀，並分析她從小的成長環境。她把頭髮剪短染黑，並在小班一度快要抓到替天行道大隊長時打昏小班。在第二次衝突中使用替天行道大隊長新的機甲幫助他對付小班。被小玟打敗後，小班和小玟讓替天行道大隊長送她到醫院。
- 替天行道大隊長（Captain Nemesis）

配音：Christopher McDonald
被認為是舊時代的英雄。在《Hero Time》登場時為了挽救自己的人氣，刻意製造事端再由自己出面解決。雖然小班是他的粉絲，房間裡貼滿他的海報，他對小班卻有相當的敵意。尤其小班兩次無意間破壞他自導自演的計畫，讓他公開向小班挑戰。輸了以後為報仇徹底墮落，綁架茱莉和珍妮佛設局對付小班並在小班面前聲明自己更名為超霸王（Overlord），最後被小班擊敗並被警察帶走。
在《Catch a Falling Star》得到珍妮佛幫助越獄，之後一邊和珍妮佛行動一邊準備消滅小班報復。在旅館差點被小班抓到，離開旅館後透過獸醫培維斯醫生（Dr. Pervis）動過臉部整形手術。在與小班和小玟決戰的時候陷入劣勢，要珍妮佛幫他攻擊小班。最後他和珍妮佛都戰敗。知道自己會重新入獄，他要珍妮佛保持沉默並會對外供稱是自己抓走珍妮佛，要珍妮佛等他。

### 政府人員
- 洛桑上校（Colonel Rozum）

配音：John DiMaggio
軍方人員，出現時都是告知有外星生物活動事件。在《Ben 10 終極英雄》的《Fame》登場。在與Ben 10團隊接觸後，告訴他們外星生物入侵事件。在《Ultimate Aggregor》提到自己在外星生物入侵事件以後被委派處理所有相關的事件。當時惡怪剋進駐洛索拉達並啟動那裡的熵泵浦，他下令準備發動攻擊被矛盾博士警告會造成大災難。他答應先讓Ben 10團隊處理，但如果失敗仍然要攻擊。在《Prisoner Number 775 is Missing》因為編號775的外星囚犯逃走由Ben 10團隊調查，後來透露他當初在那名外星人到地球以後就將其囚禁。他表示這是為了他家人的安全，並且到最後都不認為自己有錯。《The Widening Gyre》的時候聯絡Ben 10團隊，表示他的姊妹與連帶去搜尋的兩名探員在垃圾島失蹤。
- 蘿可（Locke）

配音：Vicki Lewis
有一頭火紅色短髮的女性探員，在《The Widening Gyre》和搭擋布萊森到垃圾島調查人口失蹤事件而受困。遇到前來調查與救援的小班等人以後向他們介紹自己和搭檔的身份，現場表現比布萊森冷靜，後來與布萊森敘述垃圾島和垃圾怪的由來。在垃圾怪來襲時和布萊森一起透過老破車三號撤離，表示自己會駕駛天工會的太空船。
- 布萊森（Bryson）

配音：Bill Mumy
褐棕色短髮西裝頭造型的男性探員，在《The Widening Gyre》和搭擋蘿可到垃圾島調查人口失蹤事件而受困。當蘿可向小班等人介紹他和自己的身份時，他緊張表示最重要的是離開，後來與蘿可敘述垃圾島和垃圾怪的由來。在垃圾怪來襲時和蘿可一起透過老破車三號撤離。

### 天工會
- 賈西爾（Gilhil）

配音：J.K. Simmons
天工會保安官，在《Escape From Aggregor》加拉巴哲龜所述大家逃獄的經過時出現。他接到求救訊號而前往惡怪剋的太空船檢查，看到被惡怪剋監禁的眾外星人後宣佈惡怪剋違反星際法規T-22，隨即被惡怪剋偷襲倒下。
- 派克（Pyke）

配音：Kevin Michael Richardson
天工會保安官，皮西斯佛倫星人，在《Ben 10 終極英雄》的《Deep》登場。在追蹤尋找無垠穹蒼圖的惡怪剋時被反擊受傷，聯絡Ben 10團隊處理。但是他和其他皮西斯佛倫星人都不是相當信任小班，尤其是惡怪剋奪走固定行星的核心─也就是無垠穹蒼圖的一部分後使行星瀕臨瓦解。但是小班冒險成功搶救行星得到他和同族的信任。
- 維德兄弟（Vreedle Brothers）

見維德家
- 柯納（Coronach）

天工會保安官，登場於《The Enemy Of My Enemy》的水電工學院。原本他對小班和小玟的拜訪表示歡迎，但是發現小班將阿吉當誘餌帶到學院後感到不悅。
- 小柏（Cooper Daniels）

小柏本身是水電工後裔，擁有憑意念透視機械與組裝先進機械裝置的超能力。在《Ben 10》登場，馬克到夏令營要將他接回家，認識小班和小玟。當時已經知道Omnitrix的事，中途被捲入和永恆魔王組織的十惡不赦幫之間的戰鬥。在《Ben 10 外星英雄》的性格被塑造為幾乎足不出戶。Ben 10團隊去找他時，從他留下的訊息發現他被進化人擄走，強迫為他們在洛索拉達建造隱形力場。Ben 10團隊趕到救援時，他表現出對小玟的迷戀，讓小玟感到不自在。進化人發動大規模侵略，他以小玟為原因立即接受徵召加入對抗進化人的行列。進化人撤退以後，和其他水電工後裔接受馬克的指導。
在《Ben 10 終極英雄》登場時，身高很明顯超過在《Ben 10 外星英雄》的時候。雖然仍然迷戀小玟，舉止已經不像之前那麼誇張。小玟為了讓發瘋的凱文恢復正常和麥克晨星一起找上他，要他打造一部機器能強化大天神金聖石碎片的效果。他打造機器的時候，其他人負責拖延凱文的行動並誘捕凱文。不過小班認為麥克不懷好意而偷偷要他在機器上安裝一個機關。誘補凱文成功以後，啟動機器吸走凱文的Ultimarix能量以及所有之後奪取的能量，讓凱文恢復正常。麥克果然趁機奪取那些力量，小班立刻按鈕啟動機關讓麥克吸取的能量流失。為了感謝小柏讓凱文恢復正常，小玟親吻小柏的臉頰。
在《Prisoner Number 775 is Missing》他通知馬克發生在第五十一區的狀況。
- 艾倫（Alan Albright）

配音：Zeno Robinson
天工會的受訓學員之一，由馬克指導。在《Ben 10 外星英雄》登場時因為不明縱火案被警察追捕，後來被小班徵召加入對抗半人獸與進化人的行列。與進化人的戰爭結束後，和其他幾位水電工後裔們接受馬克的指導。在《Ben 10 終極英雄》凱文發瘋的時候，自己也成為凱文奪取能量的受害者。
- 泰克（Tack）

配音：Charlie Schlatter
登場於《Basic Training》，在水電工學院的基礎訓練與Ben 10團隊同一組。可以將脖子伸長，和人頭碰頭打招呼。在丟擲手榴彈的課程因為有人動手腳而無法丟出，在浩卡的幫助，以及小班變身飛毛腿才保住他一命。在睡覺時間和小班溜出去調查，因此整組受到處罰。後來被庫拉挾持的時候，按照小班的指示利用自己看起來沒什麼用的超能力脫困。
- 布蘭根（Kodek Brannigan）

配音：James Arnold Taylor
登場於《Basic Training》，水電工學院第一小隊（Alpha Squad）的領袖，看到泰克和小班的時候對他們相當無禮，罵他們孬孬小臭蟲（larva diphtheroid）。因為小班和泰克違反宵禁規定，浩卡要他們那組和第一小隊進行模擬任務。小班因為積壓的怒氣而不管禁用超能力的規定變成鑽石戰神把他打敗，他也被浩卡責罵。因為有人要暗算浩卡，小班那一組懷疑他而跟監跟在浩卡後面的他，但實際上是浩卡拒絕任何貼身保護讓他想要自己保護浩卡。
- 浩卡（Hulka）

配音：Miguel Ferrer
登場於《Basic Training》，天工會保安官及基礎訓練課程的教官。對小班相當不滿，因為小班在禁用超能力的課程不只一次使用Ultimatrix變身。後來潛入學院的破壞者庫拉挾持泰克並且要殺浩卡，小班協助化解危機。在訓練結束後，浩卡感謝小班的幫助並送獎章給小班，也因此解答他自己拿到比別人多的獎章都到哪裡去了。
- 魚頭獸[4]（Labrid）

天工會保安官，在馬克年輕時推薦馬克加入天工會。後來和小班、小玟與凱文追查外星科技品的交易，在和永恆武士的戰鬥後傷重而死。
首度登場是在《Ben 10 外星英雄》的《Ben 10 Returns Part 1》，與小班、小玟與凱文追查非法購買外星科技品的永恆武士，並在《Ben 10 Returns Part 2》與永恆武士的戰鬥中喪生。
在《Ben 10 終極英雄》的登場是在馬克於《Moonstruck》提到的回憶中。馬克保護薇朵娜躲避追捕者雷射爆。但是薇朵娜仍然被抓到，馬克也不是追捕者的對手。魚頭獸出現協助馬克和薇朵娜，在馬克打敗雷射爆以後推薦馬克加入天工會。
- 皮爾斯（Pierce Wheels）

配音：Adam Wylie
在《Ben 10 外星英雄》的《Plumbers' Helpers》首度被海倫和曼尼提到他的名字，本身有外星人血統，可以用身上的刺當武器。他和海倫、曼尼組成團隊並搜捕地球上的外星物種，再使用舊式的虛無零界投射器對付目標，但是原本他們以為是將目標摧毀的武器。他被海倫和曼尼誤以為犧牲，海倫提到皮爾斯在的時候總是知道該怎麼做。直到在《Voided》顯示他還活著，與海倫、曼尼成為馬克的手下對抗在虛無零界稱霸的董悟博士。在《War of the Worlds: Part 2》的時候，他也和馬克一起從虛無零界返回地球，並在進化人撤退後與海倫、曼尼、小柏等人接受馬克的訓練。在《Vengeance of Vilgax: Part 1》的時候和馬克與其他水電工學員一起代替小班對魔賈斯作戰，但是不是魔賈斯的對手。在《Above and Beyond》與海倫、曼尼和艾倫一起阻止「失控的小班」，實際上是小班和馬克一起對他們安排的測驗，教他們團隊合作。
在《Ben 10 終極英雄》出現在《The Purge》。當時他和一個地球人女性在夜晚的郊外約會，永恆武士出現除去他的偽裝面具讓他現出原型。在永恆武士要求有外星人血統的他立刻離開地球被拒絕後，他遭到永恆武士殺害。
- 帕拉德（Patelliday）

配音：Rob Paulsen
天工會保安官，在《The Mother of All Vreedles》和小班聯絡通知小班關於接近地球物體的事。他表現得很害怕，將任務交給小班。

### Omnitrix科技相關
- 阿茲米斯（Azmuth）

配音：Jeff Glen Bennett（美國）；劉傑、于正昇（台灣）
蓋文星人發明家，作品包括年輕時開發的威力強大的劍艾司克隆和後來的Omnitrix相關科技。可以自由拔下Omnitrix的核心。小班先後配戴的Omnitrix和Ultimatrix都是從他的實驗室出產。而艾司克隆則是落入喬治手中，用來對付大剛。在創造威力強大的艾司克隆以後改變研究路線，以增進星際物種了解促進和平為出發點創造Omnitrix，但是因為魔賈斯一類的野心家而感到灰心變得不問世事。後來受到小班影響，重新關注外界的事。後來在足以造成星際危機的事件發生時，會與小班接觸，無論是屬於被動捲入還是主動干預。
Ben 10系列中首次登場在《Ben 10：變身之謎》，為了Omnitrix自毀會造成大災難的事被找到。在《Ben 10 外星英雄》的首度登場是在《Good Copy, Bad Copy》為了阿貝多仿造Omnitrix並攻擊小班的事出現，後來也因為與進化人的決戰以及魔賈斯要奪取Omnitrix時出現。
在《Ben 10 終極英雄》首次出現是惡怪剋在Ben 10團隊力阻下仍然抓走所有俘虜成為終極惡怪剋，在《Map of Infinity》出現時曾表示對Ultimatrix的意見並提到他準備一支新的Omnitrix，後來和矛盾博士要Ben 10團隊阻止惡怪剋得到完整的無垠穹蒼圖。但是由於他們一再失敗而感到惱怒。在第二季《The Transmogrification of Eunice》為了取回Unitrix，曾經雇用巨雷出面。但是因為Unitrix已經化身尤妮絲，在和小班爭論後同意讓尤妮絲以普萊摩斯的看守者身份維持下去。在《Solitary Alignment》要求小班為他從喬治手中回收威力強大的劍艾司克隆，不過小班被喬治擊敗。阿茲米斯後來向Ben 10團隊敘述關於他開發Omnitrix的過去。小班和喬治協議讓喬治留下艾司克隆對付大剛以後，阿茲米斯一反常態，沒有為小班不遵守他的指示而發怒，並且表示小班的決定是正確的。
在《The Ultimate Enemy Pt. 2》最後從小班收走艾司克隆和Ultimatrix，並且給小班一支新的Omnitrix。當小班問他關於完全掌控Omnitrix，他回答這要留到小班18歲當成給小班的禮物。
- 尤妮絲（Eunice）

配音：Molly Quinn
登場於第二季第一集《The Transmogrification of Eunice》。她原本是阿茲米斯的裝置Unitrix，也就是Omnitrix的原始模型。阿茲米斯從虛無零界找回後又遺失，所以雇用巨雷取回。當小班遇到人類型態的尤妮絲便為她著迷，而且雙方幾乎要接吻。在小班、小玟、凱文和她一起對巨雷作戰，阿茲米斯出現並說出她的由來。原本阿茲米斯要把她放回倉庫，但是小班強烈反對並與阿茲米斯激烈爭論，甚至不惜武力相向。阿茲米斯決定讓尤妮絲居住在普萊摩斯，協助看守那裡。
尤妮絲在《The Transmogrification of Eunice》讀取了小玟的基因，經過隨機排列而產生一開始大家看到的人類型態。另外讀取熊、兔子和蛇的基因，並使用這些動物的能力。當她出現的時候，各種野生動物會自然靠近她。和小玟釣魚時，對於小玟提到要拿魚當晚餐感到害怕。
在《Simian Says》一集，尤妮絲在普萊摩斯發現蜘蛛魔猴基因流出並前往調查。當Ben 10團隊在阿拉卡那星被半人獸圍攻，她出現救援。後來她曾經掉到半獸蟲的池子被轉變成半人獸，被小班恢復。最後在她的幫助下將阿拉卡那星人恢復原狀。
- 阿貝多（Albedo）

配音：Yuri Lowenthal
阿貝多是蓋文星人，首度登場於《Ben 10 外星英雄》的《Good Copy, Bad Copy》。由於擅自複製小班的Omnitrix造成自己受困於小班的地球人形體，為了回復原狀試圖強行奪取小班的Omnitrix，被阿茲米斯以永遠受困地球人形體為懲罰並囚禁。《The Final Battle: Part 1》時偷走實驗室的Ultimatrix核心並與魔賈斯結盟再次奪取小班的Omnitrix，在《The Final Battle: Part 2》被魔賈斯倒戈並囚禁，還在最後被迫將Ultimatrix交給小班。
在《Ben 10 終極英雄》登場於《Double or Nothing》。在《Ben 10 外星英雄》最後魔賈斯的太空船爆炸時，阿貝多逃出來。在小班成名以後，阿貝多以模仿小班進行舞台秀利用小班的名氣賺錢，一起演出的還包括他找來的外星人演員，用來演小班變身後的外星人型態。小班看到電視直播後，和凱文與小玟趕往表演會場，發現在模仿他的就是阿貝多。原本小班、小玟和凱文在警告阿貝多以後不准再演出這種舞台秀否則法庭見以後準備離開，來了一個神力暴龍演員休（Hugh）對小班說阿貝多在製造末日炸彈，實際上是用賺的錢打造讓自己恢復原狀的裝置。可是在小班的干涉下裝置運作出問題，阿貝多在短暫回復蓋文星人型態後又變回小班的型體。在此事件後阿貝多可以不靠Omnitrix或Ultimatrix自行變成不同的外星人，但是無法回復蓋文星人型態。休的目的是因為不希望阿貝多離開造成他失去好不容易結交的朋友。阿貝多表示不責怪休，但是他要完全責怪小班。
在《Night of the Living Nightmare》利用食夢蟲（Dream Eater）操控小班的夢境，企圖藉機奪取Ultimatrix。最後要用食夢蟲吸附小班的臉讓小班困在永遠的夢魘，但是意外讓食夢蟲掉在自己臉上而自食其果。
- 桑妮絲（Zennith）

配音：Tress MacNeille
女性蓋文星人，阿茲米斯年輕時的朋友，在《Solitary Alignment》阿茲米斯敘述往事的時候提到。因為阿茲米斯熱衷於強大武器的研發，她無法勸阻阿茲米斯而離開。後來阿茲米斯轉為進行Omnitrix科技的研發，其中一項目的就是希望能吸引她的注意。

### 時空穿越者
- 矛盾博士（Professor Paradox）

配音：David McCallum（美國）；曹冀魯、魏伯勤（台灣）
時空旅行者，本身有穿梭不同時空或者讓周圍時間靜止的能力，又稱時行者（Time Walker）。總是穿著一件白袍並拿著一只懷錶。在1950年代為軍方秘密研究時空裝置意外被吸入紀元時間軸，本身停止老化但意識持續運作，對他而言待了超過萬年。他穿梭時空和控制時間的能力就是這樣經長期演變而來，也能送別人到不同時空。Ben 10團隊和他在《Ben 10 外星英雄》認識。
在《Ben 10 終極英雄》為了阻止惡怪剋而出現。為了避免惡怪剋得到無垠穹蒼圖到宇宙創始大地進行計畫，因此將無垠穹蒼圖分成四部份前往不同時空分別藏起來。當Ben 10團隊阻止惡怪剋得到無垠穹蒼圖失敗，他再將Ben 10團隊送到宇宙創始大地阻止惡怪剋的野心。他也是能在小班變身為X超人時闖進X超人意識空間的人。曾和天外天神民族達成協議要身處他們所在之處500光年外。
雖然矛盾博士有穿梭時空的能力，但是不代表他可以隨心所欲到任何時空。有的時空如宇宙創始大地他會受限無法前往，因此只能把Ben 10團隊送過去讓他們自己努力。
在第二季，矛盾博士協助不同時空的小班阻止幻空。在摧毀亞馬加頓魔盤擊敗幻空以後，離開前警告關於老喬治和異域魔獸的事。
- 幻空（Eon）

配音：Yuri Lowenthal、Sean Donnellan
幻空在超時空聖戰的平行世界是克隆米亞星人(Chronian)，不過在正統世界他卻是來自另一個平行未來的超級反派版田小班，有操縱時間流逝與穿梭不同時空的能力。然而因為《Ben 10 超時空聖戰》屬於平行劇情，所以對於《Ben 10 終極英雄》的小班和小玟而言，他們是首次見到幻空。
幻空一直穿梭在不同的平行宇宙，吸收不同版本的小班成為自己的部下，並試圖啟動亞馬加頓魔盤。矛盾博士把班10,000，也就是二十年後的小班帶到小班和小玟面前，提到要摧毀亞馬加頓魔盤。班10,000和小班分別使用時鐘王（Clockwork）和超巨人的力量攻擊亞馬加頓魔盤，反而協助幻空從亞馬加頓魔盤出現。最後小班變身為魟人摧毀亞馬加頓魔盤連帶消滅幻空，原本被幻空吸收的各個小班被釋放返回各自的世界。
- 班10,000（Ben 10,000）

配音：Sean Donnellan
來自平行世界二十年後的小班，在《Ben 10 終極英雄》中首度登場於《Ben 10,000 Returns》一集。班10,000曾經出現在原始的Ben 10，但是在《Ben 10 終極英雄》的班10,000和以前出現的是分屬不同的宇宙。在《Ben 10 終極英雄》出現的才是正統時間線的未來小班(在後續版本說明其實不是)，和以前登場的版本不太一樣。在能力上，他可以不用變成外星人的外形就使用外星人的能力（類似Ben 10平行未來劇情《Ken 10》中登場的凱文）。使用外星人能力時，螢幕會在他後面顯示該外星人投影表示他使用的是哪一種外星人能力。包括終極版外星英雄在內，他可以使用原本小班用過的外星英雄，再加上之前還沒出現的。除了外星人能力，他也可以在戰鬥中使用天能展開的護盾。另外，他告訴小班那個自己曾經成為地球的總統。

### 惡怪剋的計畫
- 惡怪剋（Aggregor）

配音：John DiMaggio
歐斯摩西人。到處吸收不同外星生物的生命能量，並且綁架五名外星人。太空船上有大量機器人手下，並有足以攻擊天工會的火力。五名外星人逃到地球，但是最後又落入惡怪剋手中。惡怪剋利用洛索拉達的裝置將五名外星人吸收，得到他們所有的特殊能力，戰力也大幅提升。後來尋找無垠穹蒼圖的四部分，大多是潛伏在Ben 10團隊身邊等到機會就將拼圖搶走。得到完整的無垠穹蒼圖後前往宇宙創始大地，但是被吸收Ultimarix力量的凱文擊敗。
惡怪剋在吸收五名外星人以前弱點在能量類型的攻擊，所以他手上的矛用來防禦這類攻擊。Dwayne McDuffie確認如果小班在《Fused》一集中不要使用電能更不要低估惡怪剋，是可以擊敗他的。此外，惡怪剋也被認定為比魔賈斯還要危險的威脅。在惡怪剋被擊敗後，Dwayne McDuffie確認他被天工會監禁。Dwayne McDuffie在討論區被問到時，否認惡怪剋是歐斯摩西的高官、戰士或獨裁者。至於惡怪剋會擁有太空船和機器人士兵的原因，Dwayne McDuffie只說「wait and see」，因此原因不得而知。（Dwayne McDuffie已經於2011年2月22日因緊急心臟外科手術併發症過世。）
惡怪剋是少數還不曾直接敗在小班手下的敵人。
- 雙貝人（Bivalvan）

配音：Dee Bradley Baker
被惡怪剋綁架的外星人之一。到地球以後為了回到家鄉，多次潛入佛羅里達的軍事基地竊取零組件。由於他偷去當動力的核彈會在太空船啟動後造成大規模死亡的災難，Ben 10團隊前往阻止。最後將他抓住，並聯絡天工會將他送回去。但是在天工會的人員趕到前，惡怪剋先一步抵達將他抓回去。在洛索拉達被惡怪剋完全吸收，之後又在凱文吸收Ultimarix能量和惡怪剋作戰時被凱文吸收，直到凱文被小柏的機器恢復正常才被釋放。
- 加拉巴哲龜（Galapagus）

配音：John DiMaggio
被惡怪剋綁架的外星人之一。居住的母星阿達布拉是相當祥和的星球，他們種族不愛爭鬥，喜歡討論哲學。但是惡怪剋的太空船抵達並吸乾他族人的生命能量，將他抓走。他學會戰鬥能力並和其他被抓的外星人一起逃亡，墜落在地球。由於語言不通，他在城市製造事端引來Ben 10團隊。小班聽完他和同伴在惡怪剋太空船發生的事以後，通知天工會送他回家鄉。但是惡怪剋冒充天工會保安官，將他抓回去。在洛索拉達被惡怪剋完全吸收，之後又在凱文吸收Ultimarix能量和惡怪剋作戰時被凱文吸收，直到凱文被小柏的機器恢復正常才被釋放。
- 潘剁（P'andor）

配音：Dee Bradley Baker
被惡怪剋綁架的外星人之一。本身是一個充滿輻射的能源體，被困在特殊材質的裝甲內。他懸賞徵求能弄開裝甲的人，凱文也被吸引，但是隨後發現情況不對而拒絕協助。他用計仍然讓凱文打開他的裝甲，然後潛入核能電廠吸取能量。Ben 10團隊經過一番工夫將他塞回裝甲，通知天工會將他帶走。然而惡怪剋攔截天工會的太空船，將他抓回去。在洛索拉達被惡怪剋完全吸收，之後又在凱文吸收Ultimarix能量和惡怪剋作戰時被凱文吸收，直到凱文被小柏的機器恢復正常才被釋放。
- 烈鋼人（Andreas）

配音：Dee Bradley Baker
被惡怪剋綁架的外星人之一。墜落在地球以後遇上阿吉，並且被阿吉利用勒索永恆武士。恐懼時會不由自主振動引起地震。永恆武士反擊成功把他、阿吉和Ben 10團隊都關起來，後來又逃出牢房。永恆武士離開即將崩塌的城堡時，即將引起的大地震會造成大範圍的破壞。為了防止這件事，烈鋼人用自己身體吸收所有震波並被埋在城堡的斷垣殘壁下。阿吉和Ben 10團隊都以為他死了，但是惡怪剋在他們離開後抵達現場將他抓回去。在洛索拉達被惡怪剋完全吸收，之後又在凱文吸收Ultimarix能量和惡怪剋作戰時被凱文吸收，直到凱文被小柏的機器恢復正常才被釋放。
- 雷靈（Ra'ad）

配音：Dee Bradley Baker
被惡怪剋綁架的外星人之一。小班晚上常睡不好，後來發現是雷靈引起的，便設計捕捉。雷靈有讀取心思、轉變為能量體以及能量攻擊的能力，藉著躲進Ultimatrix掌握小班身體的方式想躲避惡怪剋的追蹤。小班擺脫雷靈控制，惡怪剋隨即出現。當他逃跑時，Ben 10團隊為阻止惡怪剋而苦戰。雷靈最後認清他逃不過惡怪剋追捕，回頭和惡怪剋交戰幫助Ben 10團隊離開，自己也被惡怪剋抓回去。在洛索拉達被惡怪剋完全吸收，之後又在凱文吸收Ultimarix能量和惡怪剋作戰時被凱文吸收，直到凱文被小柏的機器恢復正常才被釋放。

### 永恆武士
永恆武士（Forever Knight）是一個熱衷於收集外星科技的古老神秘組織，小班從小的宿敵。在《Ben 10 終極英雄》時，他們的組織已經衰落，在與Ben 10團隊的爭鬥中越來越容易被擊敗。雖然仍然到處收集外星科技品，遇到Ben 10團隊出面干預幾乎沒有招架的能力。永恆武士的成員可能有一般人的興趣或生活習慣，有基層人員下班後回到自己公寓。
幾個永恆武士的高階成員仍然希望振興組織，尤其是那些派系領袖，包含有「永恆魔王」（The Forever King）稱號的崔斯可在內。在永恆武士的創立者喬治（George）出現以後，永恆武士被重新整合並準備發動淨化以消滅所有在地球上的外星生物。在大剛登場以後，永恆武士將專注於對付大剛，並且與Ben 10團隊暫時休戰。
永恆武士在分成許多派系的時候，各派系看來各自運作，但是和Ben 10團隊多少有些衝突。
- 喬治（George）

配音：Peter Renaday
首度登場於《Ben 10 終極英雄》的《The Creature From Beyond》，又稱老喬治（Old George），永恆武士的創立者。在中世紀和他的同伴抵抗路庫布拉對地球的入侵，並從阿茲米斯得到艾司克隆而擊退路庫布拉的主人大剛。
在永恆武士於《The Creature From Beyond》打開封印的時候，他自己也有某種感應。在《Prisoner Number 775 is Missing》開始，他強行闖入五十一區並輕易打敗試圖阻擋他的守衛。在《The Purge》則是在永恆武士高層爭論的時候出現統合永恆武士各派系，並且開始準備種族淨化以消滅在地球上的外星生命體。在《A Knight to Remember》和《Solitary Alignment》，喬治想要使用一把由阿茲米斯所發明威力強大的劍艾司克隆對付被魔賈斯釋放的大剛。阿茲米斯要小班奪回，但是小班被喬治打敗。當阿茲米斯對小班等人敘述和喬治有關的過去時，劇情中喬治的對白提到他本名叫喬治亞斯，曾為羅馬帝國的士兵，出生於231年。小班後來再度試圖奪取艾司克隆，喬治質疑小班的英雄能力，小班和他協議如果他敗給大剛就將那把劍交給小班。在《The Beginning of the End》，喬治和他的永恆武士手下在五十一區對試圖協助大剛抵達的魔龍秘教交戰。康杜導師對他的攻擊被溫斯頓捨身擋住，他隨即用艾司克隆殺死康杜。在接下來的《The Ultimate Enemy Pt. 1》與Ben 10團隊聯合作戰時，透露他手持艾司克隆可以防止被心靈控制。到最後《The Ultimate Enemy Pt. 2》的時候，在與大剛的戰鬥中犧牲。
- 尤里安（Urien）

永恆武士的其中一位派系領袖，初登場於《Duped》，可以從裝甲產生電爆當武器。當時永恆武士已經衰落，他的手下竊取高科技品時被小班變身的暴虎打敗，讓他為手下的無能感到惱怒。在表示如果要重振永恆武士就更需要親力親為以後，親自帶手下竊取存放在博物館的古阿茲特克保存的外星科技裝甲。小班和凱文阻止他的時候，小班因為使用分身去做別的事造成實力衰弱不足以和他對抗。最後小班召回所有分身重新和他作戰，變身北極星擊敗他。
在《The Purge》喬治回歸並重新整合永恆武士的派系為一個團體時，和其他永恆武士領袖一起出現。
- 永恆公爵838（Foreverduke838）

配音：John DiMaggio
吉米認識的永恆武士的指揮官之一，登場於《Andreas’ Fault》。小班委託吉米幫忙調查永恆武士的異常行為，吉米詢問他。但是當時他正在為堡壘倒塌忙錄中。
- 戴格納（Dagonet）

配音：Greg Ellis
永恆武士的指揮官之一，登場於《Andreas’ Fault》。阿吉利用烈鋼人勒索永恆武士並指使他們，Ben 10團隊前往永恆武士的堡壘調查發現這件事。戴格納回到堡壘後，原本阿吉期望能繼續掌控的永恆武士都反過來聽從他的指示把阿吉、烈鋼人和Ben 10團隊都關起來。雖然他聲稱要進行審判，結論早已做好，包含烈鋼人在內的外星人必須死。阿吉、烈鋼人和Ben 10團隊逃出監禁並和永恆武士起衝突，他設定AR-9能量炮自毀並帶手下離開堡壘。爆炸的威力原本足以摧毀方圓五英哩的一切，但是被烈鋼人阻止。
- 溫斯頓（Winston）

配音：Patrick Cavanaugh
永恆武士的侍從，在《Ben 10 終極英雄》的《The Creature From Beyond》登場。他和永恆武士釋放路庫布拉有關係，並在Ben 10團隊來幫忙解決問題時被小玟吸引，凱文也因此表現嫉妒。在Ben 10團隊和永恆武士合作期間，被路庫布拉抓走並控制。重新封印路庫布拉以後，塞路斯警告他不要和敵人調情。他在最後看起來仍然沒有完全擺脫路庫布拉的控制。
在《A Knight to Remember》的時候，溫斯頓以魔龍秘教的成員身分出現。他受到大剛的控制，並且執行大剛的計畫讓魔賈斯破壞永恆武士的封印解放大剛。
在《The Beginning of the End》永恆武士和魔龍秘教交戰時捨身擋下康杜導師對喬治的攻擊。在喬治殺死康杜以後，他臨終時對喬治說當喬治的侍從是一項光榮。喬治回答他不是一位侍從，而是一位騎士。
- 塞路斯（Cyrus）

配音：Robin Atkin Downes
永恆武士的其中一位派系領袖，宣稱他的派系有別於派屈克、尤里安和崔斯可所領導的，是走真正的路。在《Ben 10 終極英雄》的《The Creature From Beyond》登場，為了路庫布拉的事和Ben 10團隊停戰合作。重新封印路庫布拉以後，對話中顯示他們和Ben 10團隊仍然敵對。最後警告溫斯頓不要和小玟調情，因為他們是外星人子孫。
- 瑞吉諾爵士（Sir Reginald）

配音：Dee Bradley Baker
永恆武士成員之一，在《Ben 10 終極英雄》的《The Creature From Beyond》登場。在破壞印記後被路庫布拉控制，直到重新封印路庫布拉。
- 崔斯可（Driscoll）

配音：Richard Doyle
首度登場於《Ben 10》的《Perfect Day》的最後。之後出現在《Ben 10 vs. the Negative 10: Part 1》整合之前小班和小玟的敵人們組成十惡不赦幫並盜取天工會保管的次能源，最後在《Ben 10 vs. the Negative 10: Part 2》被小班打敗。
崔斯可原本是天工會的一員，在馬克年輕的時候就因為試圖盜取次能源被逐出天工會。當他回來的時候以永恆魔王的身份出現，是永恆武士的美國區領袖。在伊魔克奪取小班Omnitrix的行動失敗以後，他宣稱要親自出馬。當他回到拉西莫山的天工會基地奪取次能源時，即使他已經不再是天工會成員，仍然通過保全系統的身份認證。他組織十惡不赦幫奪取了次能源，但是被小班變身的噁爆蛙擊敗。
崔斯可在《Ben 10 終極英雄》是在《The Purge》首度登場，當時和其他永恆武士高層在一個房間內爭論。老喬治出現的時候下令手下攻擊，但是被老喬治帶來的手下輕易擊敗。他試圖對老喬治一對一挑戰，自己也敗在老喬治手下。認出老喬治的身份後，與其他永恆武士高層一起對老喬治行禮，並且聽從老喬治的指示發動種族淨化。後來小班接受小班一對一單挑的要求，約定如果崔斯可輸了就要釋放所有在場的外星人並停止獵殺外星人。打輸以後原本要反悔，但是在小班威脅下撤退。喬治對他表示自己要展開遠征，期間由他代理領導永恆武士。在《A Knight to Remember》對小班等人敘述過去老喬治打敗大剛的經過。
崔斯可在Ben 10系列是第一個登場的永恆武士重要派系領袖。
- 康納（Connor）

首度登場於《Ben 10 外星英雄》的《Be-Knighted》，透過侍從和Ben 10團隊聯絡請求幫忙追捕逃走的龍。在合作其間，他為了攻擊龍並不顧慮到會連小班一起攻擊。小班後來發現龍事實上是個外星製圖師，幫助龍駕駛太空船離開地球。他認為既然龍逃走了，自己也失去做為永恆武士的意義而對他當時的長官派屈克表達退出之意。派屈克回絕他並對他說既然知道有個龍的星球，世界更需要永恆武士。影片結尾他和大家一起歡呼。
在《Ben 10 終極英雄》的《The Purge》登場，當時他和其他永恆武士一起在會議中。和之前相比，他的左眼戴上眼罩，原因未知。而且他是站在尤里安背後，而非之前的長官派屈克。
- 伊魔克（Enoch）

首度登場於《Ben 10》的《A Small Problem》。他和手下的永恆武士對外以研究外星人為名，而小班意外變身小奇兵無法復原落入他手中。在小班、小玟和馬克合作下，他的城堡被炸毀。從此以小班、小玟和馬克為敵人，並在之後發生過幾次衝突。
在《Ben 10 終極英雄》首度登場於《The Purge》。他和永恆武士其他高層人員在一個房間爭論，直到老喬治出現，他和其他人一起向老喬治臣服。
伊魔克出現的時候都是戴著面具。在整個Ben 10系列，他是第一個登場的永恆武士高層人員。在《Ben 10》時他是崔斯可的手下，但是在《Ben 10 終極英雄》他和包含崔斯可在內的派系領袖一樣坐在桌前。
- 派屈克（Patrick）

首度登場於《Ben 10 外星英雄》的《Be-Knighted》，當時下令康納用新取得的武器殺死他們囚禁的一頭龍，也是首度出現永恆武士和Ben 10團隊合作的劇情。合作破裂以後宣布Ben 10團隊因為放走龍成為他們的敵人，並且要攻擊龍的星球消滅龍。
在《Ben 10 終極英雄》首度登場於《The Purge》。一開始和其他永恆武士高層在同一個房間爭論，直到老喬治出現並重新整合永恆武士各派系。

### 雷吉多蒙
- 邪咒魔女（Charmcaster）

配音：Kari Wahlgren
出生於雷吉多蒙象限，小時候在父親犧牲自己的情況下與駭屍一起逃離阿威煞掌控的家鄉。與小玟從小就因為魔法的緣故成為宿敵，長大後更因為小玟的天能而更加痛恨小玟。在小班身份曝光後曾和贊伯洛共謀綁架珊卓，但是被凱文打敗。
「邪咒魔女」的稱呼事實上不是她的真名。對於這些魔法使用者而言，隨便讓別人知道自己的真名是一項禁忌。過去在《Ben 10 外星英雄》的《In Charms Way》一集中為了奪取小玟的天能，易容出現在凱文面前並自稱「凱洛琳」（Caroline）。後來在《Ben 10 終極英雄》的《Where the Magic Happens》一集與Ben 10團隊在雷吉多蒙象限行動，凱文認為「凱洛琳」是她的真名故意那樣稱呼她，但是她否認並對凱文說永遠不會告訴他自己的真名。在《The Enemy of My Frenemy》她和父親縛術師見面時，劇情對白顯示她的真名叫做希望（Hope）。
當Ben 10團隊追蹤惡怪剋，惡怪剋進入雷吉多蒙。小玟無法唸出刻印在雷吉多蒙入口的絕真秘名，不能開啟進入雷吉多蒙的通道，不得已找邪咒魔女幫忙。邪咒魔女得知是為了雷吉多蒙的事而答應和小玟展開第一次合作，唸出雷吉多蒙的絕真秘名「亞哇塔西」開啟通道。在與阿威煞的決戰後，雷吉多蒙和外界通道將永遠封閉。她讓Ben 10團隊離開繼續追蹤惡怪剋，自己留在雷吉多蒙。
在邪咒魔女的後續情況曝光以前，某些事先被確認。根據《Ben 10 終極英雄》作者之一的Dwayne McDuffie所述，邪咒魔女是由叔叔駭屍養大的。不同於駭屍想要征服地球，邪咒魔女一連串不擇手段的行為是為了打開回到故鄉雷吉多蒙的通道。而且Dwayne McDuffie也證實Ben 10團隊會回去幫邪咒魔女拯救雷吉多蒙，阿威煞也有相當大的可能性還活著。
到《The Enemy of My Frenemy》Ben 10團隊返回雷吉多蒙的時候，阿威煞已經敗在她手下。她取代阿威煞的位置掌握雷吉多蒙，用一部機器大量吸取生物的靈魂。Ben 10團隊想要阻止她，也被抽取靈魂而戰敗。最後她終於達到她和父親再見一面的願望，可是她父親的靈魂責怪她做了邪惡的事並告訴她自己無法久留。她父親的靈魂離開後，所有被吸取的靈魂也回到原本的身體，包括Ben 10團隊。小玟同情她的處境，所以Ben 10團隊沒有逮捕她就離開。
在《Couples Retreat》受到麥克的誘惑，保護了被Ben 10團隊圍攻的麥克。自己墜入情網，提供麥克能量對付Ben 10團隊。最後在知道麥克是什麼樣的人以後奪回能量，並將麥克丟出雷吉多蒙。
- 石怪（Rock Monster）

出於雷吉多蒙的生物，行動和魔法有關係。邪咒魔女有幾隻聽命於她的石怪，據她所說是因為小時候救過幾隻石怪才能驅使那幾隻。後來小玟也有驅使石怪的能力。
- 斯古丁（Scrutin）

在雷吉多蒙象限的生物，全身由石頭構成，除翅膀外形狀像鑽石。有一對翅膀和一隻紫色眼睛，可以用翅膀飛行並由眼睛發射光束攻擊。根據邪咒魔女所說，這些生物是「阿威煞的眼睛和耳朵」。為了躲避斯古丁的追蹤，邪咒魔女施展隱形魔法讓大家避開這種生物。斯古丁的原名是將英文字「scrutinise」縮短，「scrutinise」有詳細檢查的含義。
- 帕洛風（Pallorfang）

在雷吉多蒙象限的生物，有巨大頭部和鋸齒狀的牙齒。帕洛風戰力強大，可以輕易擊敗神力暴龍和凱文。凱文差點被帕洛風吃掉，後來用複製物質能力選擇複製帕洛風的牙齒才逃脫。根據邪咒魔女所說，帕洛風是「阿威煞的看門犬」。帕洛風也能從眼睛發射強力粉紅色光束，類似斯古丁但是威力更大。
- 阿威煞（Addwaitya）

配音：John DiMaggio
以暴政統治邪咒魔女的家鄉雷吉多蒙象限，脖子上配戴的魔天符掌握絕真秘名並為他帶來強大的天能，魔天符實際上是無垠穹蒼圖的部份拼圖。過去他在雷吉多蒙擊敗所有當地居民的反抗，支配雷吉多蒙。邪咒魔女的父親縛術師因為反抗他而犧牲。他是加拉巴哲龜族人所崇拜的對象，但是他們不知道他已經因為強大的力量而腐化。
在《Escape From Aggregor》加拉巴哲龜因為凱文的水電工徽章終於可以和地球人溝通，他說出阿威煞的名字。
在《Where the Magic Happens》登場並迎擊前來的Ben 10團隊和邪咒魔女，在最後當邪咒魔女和Ben 10團隊和他交戰時，惡怪剋從他背後奪走魔天符離開。Ben 10團隊為了追捕惡怪剋而離開，邪咒魔女選擇留下繼續和他對抗。
在《The Enemy of My Frenemy》裡面Ben 10團隊重返雷吉多蒙要幫助與他對抗的邪咒魔女，但是他已經被擊敗並成為邪咒魔女的俘虜。
- 駭屍（Hex）

根據邪咒魔女在《Where the Magic Happens》所提到，他和邪咒魔女被縛術師送出雷吉多蒙以逃出阿威煞的掌握，並且由他撫養邪咒魔女。
在《Ben 10》的時候以一個有野心的魔法師身分登場，以扮裝幸運少女的小玟為主要敵人。在《Ben 10 外星英雄》因為小玟改寫歷史的舉動，曾經統治世界。當時小玟以幸運少女的裝扮偷走魔法書以穿梭時空。
到《Ben 10 終極英雄》的《The Enemy of My Frenemy》，小玟再次扮幸運少女去偷他的魔法書，但是被他逮到。小玟解釋這是為了回到雷吉多蒙幫助邪咒魔女，他告訴小玟雷吉多蒙的絕真秘名隨時會變以及當下的名字。但是當小玟請他一起去找邪咒魔女時被他拒絕。
- 伊格那斯（Ignaceous）

登場於《The Enemy of My Frenemy》的石怪，Ben 10團隊在雷吉多蒙遭到攻擊的時候出手救援。會說英語，據他自己所說會說多種語言而且很久以前是抄寫員。
- 縛術師（Spellbinder）

邪咒魔女的父親，反抗阿威煞的暴政而犧牲。他把駭屍和邪咒魔女送出雷吉多蒙，也希望邪咒魔女過正常的生活。當他在《The Enemy of My Frenemy》被邪咒魔女喚回的時候，他表示對邪咒魔女邪惡行為與成為暴君感到痛心，不久便消失留下悲傷的邪咒魔女。

### 董悟博士
- 董悟博士（Dr. Aloysius Animo）

配音：Dwight Schultz（美國）；李香生（台灣）
擁有讓基因突變和控制生物的科技，在《Ben 10》和《Ben 10 外星英雄》都是宿敵。在《Ben 10 終極英雄》第一季沒有太重要的活動，在《Escape From Aggregor》開始曾經控制雪怪攻擊小班，但是被小班變身的蟹甲智多星輕易破解並擊敗。在《It's Not Easy Being Gwen》出現騎乘變種蛙和Ben 10團隊交戰，並在晚上被擊敗。在《The Egg Man Cometh》已經透過假釋出獄。他拍攝經營農場的廣告，並流出有問題的「農產品」。
- 雪怪（Yeti）

配音：Dee Bradley Baker
在《Escape From Aggregor》一開始出現，受董悟控制攻擊小班。但是小班變身蟹甲智多星反過來用雪怪打敗董悟，再完全解除控制。
- 巨大變種蛙（Giant Frog）

在《It's Not Easy Being Gwen》出現，董悟一開始騎乘的生物，可以在被冰凍時發熱掙脫。後來還出現更多變種蛙，在董悟控制下與Ben 10團隊交戰。
- 翼龍（Pterodactyl）

在《The Egg Man Cometh》出現，被旁人稱為龍而實際外形為翼龍，出於董悟的機器。在小班逆轉機器的進化與退化功能後變回原型─雞。

### 魔賈斯
- 魔賈斯（Vilgax）

配音：James Remar
魔賈斯是奇米拉蘇金那里斯星人，在《Ben 10》和《Ben 10 外星英雄》都是小班的重要敵人與嚴重威脅。在《Ben 10》最後，被變身超巨人的小班丟到太空。在《Ben 10 外星英雄》第三季吸收不同外星人的超能力，在向小班挑戰以征服地球的計畫失敗後仍然多次與小班衝突。最後太空船墜海，並因為核融引擎爆炸而戰敗。
魔賈斯在《Ben 10 終極英雄》沉寂相當時間，到《The Flame Keepers' Circle》重新出現。根據此集的對白所述，魔賈斯的帝國在他戰敗失蹤後就垮台。而魔賈斯在當時現出原形戰敗後被沖到海灘，被一個地球人發現並送到馬戲團作為收費展覽之用。後來一個神秘教團「魔龍秘教」看到他，以為他是教團崇拜的大剛回歸而將他劫走崇拜。茱莉一度參加這個神秘教團，後來小班發現魔賈斯被當作大剛。茱莉最後相信小班並離開教團，不過教團領袖康杜導師仍然堅信魔賈斯就是大剛並率眾清理整修和Ben 10團隊作戰後的基地。
在《A Knight to Remember》，魔賈斯搶奪永恆武士的東西獲取力量，又受到真正的大剛的慫恿破壞封印而釋放大剛，自己也被大剛抓走。在《The Beginning of the End》魔賈斯經過一段時間的失蹤後重新出現，在魔龍秘教對大剛的召喚中從另一象限回來。他的身體融合了路庫布拉，並得到大剛給予的新力量。在《The Ultimate Enemy Pt. 1》表現自己效忠大剛。以大剛提供的力量戰鬥無法取勝後，大剛表示對他失望並不願給予他更多力量。在《The Ultimate Enemy Pt. 2》吸收大剛的力量和小班交手，最後被小班擊敗。他試圖勸說小班在結合Ultimatrix、艾司克隆和大剛的力量以後可以用來稱霸宇宙，讓小班有些動搖。但是小班最終仍然沒有接受他的提議。
- 賽瘋（Psyphon）

配音：Dee Bradley Baker
魔賈斯的手下。自從魔賈斯被擊敗後，他用魔賈斯留下的裝備吸收外星人的超能力。當他看到凱斯和小傑自誇的影片，就前往地球攻擊他們。由於戰況不利，凱斯和小傑承認他們造假，賽瘋轉而繼續和小班交戰。即使變身為終極蜘蛛魔猴，小班還是打不過能力大幅提升的賽瘋。最後凱斯和小傑搬來從永恆武士手裡奪取的能量重組器，吸走賽瘋的能量。
在《The Ultimate Enemy Pt. 1》魔賈斯戰鬥時，和太空船降落在附近準備協助魔賈斯。

### 虛無零界監獄
- 粗克（Trukk）

配音：Xander Berkeley
虛無零界牢牢囚犯的惡霸。當他從禁閉室被釋放得知新來了一個囚犯，無視昆斯的警告上前找麻煩而被真實身分為回來找摩格尋仇的凱文打敗。
- 昆斯（Quince）

配音：Fred Tatasciore
虛無零界牢房的囚犯之一，知道凱文以前和摩格之間因為魁而起的過節以及凱文如得到魁的幫助。當凱文返回牢房時感到驚訝。
- 摩格（Morgg）

配音：Xander Berkeley
摩格是個典獄長，凱文發瘋以後尋仇的對象之一。過去凱文坐牢時還只是一名獄卒，因為嫉恨擁有影響人心能力的魁而計畫殺死他。凱文為了替自己尊敬的魁報仇而潛回監獄。摩格在成為典獄長後，逐步將其他獄卒都用機器人取代。小班和小玟前來警告摩格有危險時懷疑摩格在做見不得人的事，後來發現摩格利用囚犯挖掘毒品的原料。摩格要將小班和小玟滅口，但是後來自己被凱文攻擊並幾乎喪命。凱文以為摩格已經死亡而離開，但是小班和小玟逮捕摩格移送法辦。
- 魁（Kwarrel）

配音：Kevin Michael Richardson
幫助小時候的凱文控制自己的力量，讓凱文從Omnitrix異變恢復正常，並學會複製物質包裹身體。後來幫助凱文挖密道逃出監獄，但是中了摩格的陷阱被殺害。後來凱文再次變成怪物發瘋時再度回到監獄找摩格報仇。
- 庫拉（Kolar）

配音：James Arnold Taylor
登場於《Basic Training》，水電工學院的破壞者。是個泰卓曼星人，但跟一般泰卓曼人不一樣。身體為藍色，眼睛是紅色（一般的泰卓曼人身體是紅色，眼睛是黃色），從虛無零界逃脫的囚犯。他進行多次破壞，後來挾持泰克並且要殺死浩卡。小班想到泰克看起來沒什麼用的超能力，讓泰克利用那種能力從庫拉脫困。浩卡最後透過虛無零界傳送門把庫拉重新關進監獄。

### 維德家
- 維德老爹（Posps Vreedle）

維德兄弟的父親，出現在《The Enemy Of My Enemy》。他將維德兄弟送到水電工學院，因為維德兄弟成績太差要阿吉去竄改成績。
- 維德兄弟（Vreedle Brothers）

維德兄弟是奧圖剛（Octagon）和波伊（Rhomboid）兄弟，在Ben 10系列以傭兵和寶物獵人的身分活動。他們攜帶火力強大的武器，但是頭腦並不聰明。奧圖剛經常斥責波伊反應過度。根據他們的說法，他們其實是複製體。
在《Ben 10 外星英雄》登場。在《Vreedle, Vreedle》首度出現的時候，接受貝索的委託去回收已經成為茱莉寵物的「船」，和小玟、茱莉、船發生衝突。後來法院撤銷貝索申請的取回命令，貝索停止雇用他們，情緒失控的波伊就攻擊貝索。當他們決定把船運到黑市賣掉，被小班變身異形怪打敗。在《Busy Box》登場時到地球想要取走一個來源不明的盒子，當時Ben 10團隊除了小玟都不知道拿那個東西怎麼辦。沒多久又返回並丟棄，因為他們無法處理那個會不斷變身的盒子。後來他們離開時因為盒子的力量觸發，他們駕駛的太空船在離開地球前就被炸掉，他們也在這個時候被認定為死亡。可是他們在《Con of Rath》又出現，宣稱他們是被母親買下並製造出來的複製體。
在《Ben 10 終極英雄》是在《The Enemy of My Enemy》首度登場。他們的父親將他們送到水電工學院當天工會學院，可是他們成績太差，所以他們父親雇用阿吉滲透水電工學院竄改成績。凱文闖進水電工學院找阿吉報仇的時候，阿吉向他們求救。他們對凱文丟出核融手榴彈，可是這樣會把大家都炸死。小班變身終極小波波化解危機。最後他們被指派押送阿吉到牢房，而且他們因為阿吉竄改成績成了優秀學員。
在《The Mother of All Vreedles》被他們母親帶去一起搶銀行。隨後到地球準備協助母親進行複製計畫，和Ben 10團隊在路上起衝突。到了一處海灘準備實行計畫，與小玟和凱文交手。小玟提醒他們已經是同為水電工的執法人員，並在母親丟炸彈時用天能保護他們。他們最後決定逮捕母親，和所有已經製造出來的漂亮男孩一起帶走，並在離開前感謝小玟。
- 維德大媽（Ma Vreedle）

維德兄弟的母親，體型龐大且行事誇張，據保安官派克所說連魔賈斯都曾被她弄哭,登場於《The Mother of All Vreedles》。後腦勺有一對眼睛，衣服上被她稱為「慈母裙帶」的帶子可以伸出綁住目標。一開始帶維德兄弟搶銀行，接著要到地球大量製造她想要的「漂亮男孩」。在海灘的戰鬥中與小班交手。後來被維德兄弟逮捕，她的漂亮男孩看起來也討厭她。被押上水電工的太空船時，呼喊著維德兄弟都要被禁足。

### 查克維亞
- 維多（Viktor）

維多是川西爾人，在《Ben 10》首度登場以地球人型態出現在《The Return》。表面上是NASA的科學家，實際上是濟卡斯的手下，和木乃伊、狼人獸準備讓濟卡斯復活。在《Be Afraid of the Dark》的最後，和木乃伊一起被他自己建造的傳送門吸走。
在《Ben 10 終極英雄》的《Absolute Power: Part 1》，凱文因為發瘋到處吸收擁有外星血統者的超能力時，艾倫提到的受害者包括維多。維多在《Ben 10 終極英雄》的首度露面是在第二季的《Viktor: The Spoils》，其中提到維多在之前《Absolute Power: Part 1》被凱文丟到虛無零界，他的身體像一具冰封的空殼。基拉王子要用控制的技術操縱這具軀體為自己的強大武器，並奪取王座。Ben 10團隊找到維多以後和基拉的士兵交戰，基拉啟動對維多的控制打敗Ben 10團隊。沙里安王用通靈天人的能力把自己的心智轉移到維多的身體，維多博士（Dr. Viktor）因此改稱維多王（King Viktor）。沙里安王企圖利用新身體的力量消滅所有反抗軍，最後被Ben 10團隊擊敗後身體無法動彈。小班想要將維多帶走，凱文說這不是水電工的工作範圍。小班說現在面對的是維多，小玟回答在裡面的是沙里安王。最後Ben 10團隊離開的時候，維多王臉部仍然可以說話並表示自己將得到自由並取回王座。
註：這個維多（Viktor）和艾蓮娜的父親維多‧華力達（Victor Valadis）只有在名字讀起來同音，並不是同一個人。
- 沙里安王（King Xarion）

登場於《Viktor: The Spoils》，查克維亞君主國的統治者。他因為兒子基拉王子堅持要把維多的身體用來當內戰的武器，聯絡Ben 10團隊處理問題。可是基拉已經掌握維多，小班被打敗。除了小班、小玟和凱文，沙里安王也一起被關入地牢鎖起來。小玟因為被戴上超能力限制裝置的關係，幫助沙里安王掙脫就耗盡了天能。可是沙里安王並沒有幫助小玟和凱文解開鏈條，而是將他們留在地牢並帶走小班。他把小班帶到實驗室連接上維多和自己進行實驗，基拉闖進關掉機器。在沙里安王被認為死亡後不久，大家發現沙里安王的心智已經轉移到維多的軀體。他抓住基拉以後說要用新身體消滅反抗軍，再回來處死基拉。最後被Ben 10團隊擊敗，宣稱自己要取回王座的時候小玟說看他的對手他是有可能的。
- 基拉王子（Prince Gyula）

登場於《Viktor: The Spoils》，查克維亞君主國的王子。他利用心智控制技術讓大量士兵為他作戰，並且控制維多的身體當武器。他的父親沙里安王反對他要把維多用在內戰的想法，但是已經無法阻止。當Ben 10團隊的飛行器出現在查克維亞領空時被飛彈攻擊，降落以後又被他派士兵包圍起來。沙里安王出現讓士兵退下，後來的會面告訴小班、小玟和凱文自從基拉的母親過世，基拉的個性就變成這樣。在小班、小玟、凱文和沙里安王被抓起來不久，基多發現沙里安王已經逃出來並正在進行對自己身體和維多的實驗。基拉把線路拔掉，聽到菲莉絲說他父親死了以為自己成為統治者，但他父親是心智轉移到維多並對他痛擊。維多王到外面攻擊反抗軍，被Ben 10團隊困住。小班從基拉手中搶走控制器，基拉下令攻擊Ben 10團隊。小班用控制器解除對士兵們的心智控制再踩壞控制器，那些士兵紛紛離開基拉王子。
- 菲莉絲（Fritz）

登場於《Viktor: The Spoils》，一開始就跟在基拉王子身邊。她警告基拉關於維多的危險，認為維多的力量是無法控制的。

### 華力達實驗室
- 老猴（Egor）

配音：Brian George
維多‧華力達的實驗室清潔工，從維多‧華力達還活著的時候就在那裡工作。在《Revenge of the Swarm》登場，為了晶片引起的事端被盤問兩次，主要都是由凱文進行。第一次說出維多華力達葬在極樂山大道6255號，也透露維多華力達已死的消息。第二次說出艾蓮娜行為怪異，以「We」自稱。
- 艾蓮娜‧華力達（Elena Valadis）

配音：Tia Texada
在《Ben 10 外星蜂暴》首度登場，小班小時候的好友。沒有任何超能力，但是會武術。由小班幫助加入足球隊，並成為MVP。後來她突然和父親維多‧華力達（Victor Valadis）搬走，但是馬克並未告訴小班和小玟發生什麼事。在《Ben 10 外星蜂暴》裡面，得知艾蓮娜的父親維多原本是天工會的一員，因為偷走外星晶片被驅逐。維多認定天工會低估晶片的危險而偷走並自行研究，但是反過來被晶片控制。劇情中蜂后以維多為宿主大量生產晶片並試圖運到世界各地，艾蓮娜向Ben 10團隊求救，最後小班化解這場危機。
在《Ben 10 終極英雄》於《Revenge of the Swarm》首度登場時，維多已經死亡，艾蓮娜成為科學家並繼續研究晶片。艾蓮娜設計綁架了茱莉，後來小班在艾蓮娜的房間找到茱莉並救出來，艾蓮娜露出真面目。原來艾蓮娜已經被晶片寄生(實際上遠在外星蜂報之前就已經在體內了，是因為女王被小班擊殺，才開始將艾蓮娜轉換成新的女王)，實質上已經和女王合而為一，可以操作晶片組合成各種目標，包括偽裝成人類。而且之前小班摧毀的只是一個誘餌。在最後的衝突中，已經成為女王的艾蓮娜要殺死小班時，因為茱莉的阻止讓艾蓮娜的意識重新控制身體並犧牲自己救了小班。茱莉安慰小班說艾蓮娜似乎很久以前就死了，小班回答艾蓮娜的一部分留下來救了他。在大家都回家以後，晶片又重組。
在《The Perfect Girlfriend》再次出現。她扮成茱莉的模樣，在身分揭穿後表示因為小班愛的是茱莉，所以要用茱莉的身分協助小班。但是真的茱莉出現，憤怒的艾蓮娜與變身為終極小波波的小班交手。最後艾蓮娜擊敗小班，但是茱莉表示如果殺了小班就沒人能得到小班。艾蓮娜離開，說她現在了解恨的感覺並保證會回來。

### 阿拉卡那
- 西米恩（Simian）

配音：Diedrich Bader
在《Ben 10 外星英雄》首度登場的阿拉卡那星人，當時對小班等人謊稱自己是王子並且編一套故事。實際上是受到進化人雇用，要讓月球的警戒系統停擺，但是後來被小班發現在說謊而失敗。在《Ben 10 終極英雄》的《Simian Says》因為半獸蟲失控向小班求救，並在事情結束後又拿原本在Ben 10團隊手中的突變基因修復槍和米勒斯天皇交易。
- 米薩魯（Mizaru）

配音：Jon Polito
阿拉卡那星的罪犯之一，登場於《Simian Says》。他和西米恩交易時被半獸蟲女王寄生，並且在後來指使大量被轉變成半人獸的阿拉卡那星人，自稱超神猴王。在Ben 10團隊與尤妮絲和西米恩合作將阿拉卡那星人們恢復原狀後，他對小班放話恐嚇，但隨後被一隻地鯊（Root Shark）吞噬。
- 哈樂（Haplor）

配音：Jeff Glen Bennett
阿拉卡那星的居民。當半獸蟲在阿拉卡那星擴散，哈樂和他的家人躲在一處洞穴。小班等人在尤妮絲帶領下與哈樂及他的家人見面。

### 特戰僮武器工匠組織
特戰僮武器工匠組織（Weapon Masters of Techadon）的名字首度出現在《Ben 10 終極英雄》的《Greetings from Techadon》，以製造高科技戰鬥機器人特戰僮聞名。成員除了蒐集可以應用到武器的高科技很少現身，一般都是提供武器給買家使用。
- 特戰僮[7]（Techadon）

外形像全套裝甲的戰鬥機器人，被破壞可以自行修復。在整套系列首度登場於《Ben 10 外星英雄》的《The Gauntlet》，在那裡被小班破壞到只剩一隻手套時也能自行修復，而且表現和當時牽涉其中的凱斯的意志有關係。在《Primus》一開始和特戰僮戰鬥的劇情提到這是量產機器人。
在《Ben 10 終極英雄》的首度登場是在《Greetings from Techadon》，當時出現更強的版本發動攻擊，不久發現是鎖定小班。而且在擊倒一個以後不久，會出現另一個更強的繼續攻擊。生產特戰僮的機器被找到，寒冰幽靈的穿透能力和凱文的複製材質能力都沒有效果。小玟成功用計把攻擊主謀魔卡那引到地球，小班則在發現特戰僮是追蹤Ultimatrix訊號以後設計和凱文合作把特戰僮的攻擊目標變更為魔卡那。
在《Inspector 13》小班在督察13號的太空船內被督察13號追擊，看到一座特戰僮工廠。最後小班、小玟和凱文一起在太空船與督察13號交戰的時候，特戰僮也是督察13號的武器。
- 督察13號（Inspector 13）

特戰僮武器工匠組織的成員，出現在《Inspector 13》，到地球想要得到Ultimatrix。他抓走小班試圖奪下Ultimatrix，但是在與Ben 10團隊連番衝突下被打敗，而且自己的太空船也飽受摧殘。最後只有放棄目標而離開。

### 大剛
- 大剛（Diagon）

大剛的名號首度出現在《Ben 10 終極英雄》的《The Flame Keepers' Circle》（美國順序）。根據傳說是來自地球之外的世界，並且帶來外星科技給人類。有一個稱為「魔龍秘教」的教團以崇拜大剛為宗旨，號稱有幾千年的歷史。他們的成員相信失蹤的大剛會重返，並帶來人類的希望。由於其中一種外形酷似魔賈斯的原形，魔賈斯也被智識火薪傳會當成大剛崇拜。
在《A Knight to Remember》，真正的大剛首度展現自己的力量。透過控制溫斯頓慫恿魔賈斯破壞封印得到解放，再抓走魔賈斯。在《Solitary Alignment》，崔斯可敘述過去永恆武士和大剛交手的歷史。真正的大剛在地球的中世紀時和路庫布拉手下入侵。大剛本身和路庫布拉都擁有心智控制能力，試圖阻止的騎士們紛紛敗陣。永恆武士的創立者喬治是唯一夠強大掌握阿茲米斯製造的劍「艾司克隆」。喬治用艾司克隆刺穿當時外形為龍的大剛的心臟，再把仍然活著的大剛封印回原來的象限。小班決定讓喬治留下艾司克隆以後，阿茲米斯沒有像過去一樣對違背命令的小班發怒，反而說小班做得對。阿茲米斯認為大剛的回歸可能意味著終結。
在《The Enemy of My Frenemy》邪咒魔女為了讓縛術師復活，拿雷吉多蒙的60萬靈魂做為和他交換的條件。但是因為縛術師不願意接受這樣子復活，造成交易取消。
到《The Ultimate Enemy Pt. 1》，大剛在封印破壞後將絕大多數地球人轉變成魔龍秘教士兵並現出本體。在《The Ultimate Enemy Pt. 2》殺死喬治並打敗小班變身的終極超巨人，但是接著被魔賈斯吸收。小班拿艾司克隆和魔賈斯決戰，並將大剛從魔賈斯體內抽出封印在艾司克隆。
- 路庫布拉（Lucubra）

配音：Dee Bradley Baker
處於不同象限的生物，具有控制受害者成為自己奴隸的能力，首度出現於《The Creature From Beyond》。原本處在永恆武士的封印下，印記被破壞後逃出來控制別人，造成Ben 10團隊和永恆武士的暫時合作。最後被重新封印，但是仍然控制溫斯頓。
- 智識火薪傳會（The Flame Keepers' Circle）

一個以崇拜大剛為宗旨的組織，宣稱大剛會回歸並帶來外星科技促成地球的進步。茱莉曾經在《The Flame Keepers' Circle》一集以幫助別人為出發點熱衷於這個組織，甚至與對於組織持懷疑態度的小班和凱文吵架。後來小班發現他們供奉的是魔賈斯，在一番衝突後茱莉了解真相。不過組織仍然繼續把魔賈斯當大剛供奉，而真的大剛在回歸後接管此組織並發動征服地球。
- 康杜導師[9]（Conduit Edwards）

商人以及智識火薪傳會的領袖，把魔賈斯當大剛崇拜，登場於《The Flame Keepers' Circle》。和Ben 10團隊衝突過後，指揮手下重新整修被破壞的設施。在《A Knight to Remember》試圖攻擊魔賈斯，和永恆武士一起被魔賈斯放出的震波擊飛。在《The Beginning of the End》與喬治交手放出能量球攻擊喬治，被溫斯頓捨身擋下。隨後被喬治以艾司克隆刺穿身亡。
- 魔龍秘教（Esoterica）

崇拜大剛的組織，以康杜導師為領袖，智識火薪傳會的幕後身份。成員戰鬥的時候產生能量球當武器，還可以消失躲在另一個象限再原地出現取得戰術優勢。

### 其他
- 七七怪（SevenSeven）

配音：Dee Bradley Baker
小班在《Ben 10 外星英雄》遇過的對手，比以前的六六怪還要強大。在《Ben 10 終極英雄》當小班身份曝光後曾經找小班母親珊卓的麻煩，但是被馬克在珊卓都不知情的狀況下擺平。在《The Big Story》一開始和Ben 10團隊交戰，最後被變身暴虎的小班打敗並用電線杆纏起來。
- 羅嬌（Rojo）

配音：Kari Wahlgren
小班小時候交手的女搶匪，身體和機械結合。在《Hit 'Em Where They Live》與小班在行駛的列車頂交戰，被變身暴虎的小班擊敗。
- 贊伯洛（Zombozo）

配音：John DiMaggio
在原始《Ben 10》譯為桑波索。是個馬戲團小丑，也是小班小時候的敵人之一。在小班身份曝光後，試圖綁架小班和小玟的家人對付Ben 10團隊。憤怒的小玟掙脫他的束縛，展現安諾星人型態警告恐懼的他以後不准再找Ben 10團隊家人的麻煩。
- 魔卡那（Vulkanus）

配音：John DiMaggio
本體只有如嬰兒般大小，平時都是搭配裝甲衣活動而顯得體型巨大。有一群拿十字鎬的小體型機器工人兼士兵。小班小時候的敵人之一，後來在《Ben 10 外星英雄》利用凱文的超能力強迫凱文複製大量的天晶玉賺大錢。在《Ben 10 終極英雄》首度登場於《Hit 'Em Where They Live》，小班身份曝光後曾和贊伯洛與邪咒魔女共謀，但是被小班變成的終極寒冰幽靈打敗。在《Absolute Power Part 1》小班在尋找因為發瘋而到處作亂的凱文，他因為曾經是凱文的交易對象而遭到小班拷問。在《Greetings From Techadon》小班不斷被戰鬥能力越來越強的特戰僮（Techadon）攻擊，到後面揭露他是主謀，最後被設計而自食其果。
- 嘶嘶蛇（Ssserpent）

有蛇的外形，但是上半身可以像人一樣直立。兩隻手的末端有蛇頭。可以噴射毒液，在《Ben 10 外星英雄》的《Vengeance of Vilgax: Part 1》傷到凱文的眼睛。
在《Ben 10 終極英雄》的《Video Games》再次登場，從虛無零界逃出並和小班戰鬥，被小班變身的四手霸王擊敗。在《The Perfect Girlfriend》，小班和小玟載茱莉到機場途中從警用頻道得知嘶嘶蛇，小班去追嘶嘶蛇，讓小玟繼續送茱莉到機場。
- 阿吉（Argit）

配音：Alexander Polinsky（美國）；劉傑（台灣）
有老鼠外表的小偷兼無賴，曾經和凱文在生意上合作。在《Andreas’ Fault》發現烈鋼人以後，就以推銷保險的藉口恐嚇永恆武士使其就範，不從者就被他用烈鋼人摧毀堡壘。後來經過與永恆武士的衝突，烈鋼人失蹤，阿吉也不能繼續他的計畫。在第一季末期被發瘋的凱文追殺而向小班和小玟求救，最後被天工會收押。
在《Greetings from Techadon》小玟調查特戰僮攻擊事件的主使，和小玟合作在魔卡那面前演出，誘騙魔卡那親自到地球看特戰僮對付小班。
在《The Purge》一出現就破壞Ben 10團隊追捕卓比象人的工作。他因為被永恆武士追殺向Ben 10團隊求救，並在之後的一起行動中和Ben 10團隊找到包曼先生（Mr. Baumann）打聽消息時得知永恆武士在全面獵殺外星人後獨自去逃命。
- 麥克晨星（Michael "Mike" Morningstar）

在《Ben 10 外星英雄》的《All That Glitters》首度登場，是水電工後裔。擁有強大操縱能量的超能力及先進設備，在天空飛行時閃耀金光，但是只想吸取別人的能量讓自己變得更強。小班在尋找對抗進化人的盟友時發現他，沒有多加調查就邀請他加入。等到發現不對勁，小玟已經落入他的陷阱被吸走能量。不過小玟和其他受害者一起將被吸走的能量奪回，他失去力量並且毀容。經過休息後恢復吸取能量的能力，他戴上面具並改名黑暗星，設計把小班、小玟、凱文連同天工會保安官與進化人的能量吸收殆盡，但是被小班打敗並由天工會送進虛無零界。當進化人發動大規模侵略，為了結合所有可用的戰力，小班決定將他釋放交換他合作對抗進化人。戰爭結束後，他也逃走了。到了《Trade-Off》一集中和已經因為Omnitrix爆炸而異變的凱文合作取得大天神金聖石，利用其力量將兩人恢復原狀，不過當時凱文也因此失去超能力。合作完成，他在凱文的臉上打了一拳，留下一個黑眼圈。後來趁小玟找他時對小玟下手，凱文為了小玟親自找上他。大天神金聖石被摧毀，他和凱文都變回異變時的狀態。
在《Ben 10 終極英雄》的《Absolute Power Part 1》裡面遭到追捕，小玟發現他時他相當虛弱且正在奪取一隻流浪狗的能量。小玟為了讓發瘋的凱文恢復正常，向他提出交易。如果他願意幫忙，就提供自己的能量給他，並且先給他部分能量讓他恢復容貌。他在之前與凱文的衝突中被破壞的大天神金聖石還剩下一小塊，雖然還是可以轉移能量但不足以讓凱文完全恢復。他提議去找小柏建造能強化大天神金聖石效果的機器，另外策劃誘捕凱文並且在機器完成以前爭取時間。在《Absolute Power Part 2》小班和小玟誘捕凱文成功，利用小柏的機器吸走凱文的Ultimarix能量以及所有之後奪取的能量，讓凱文恢復正常。不過他早別有所圖，趁機吸收那些能量。但是小班早就預料到他的舉動，而事先要小柏在機器上加裝一個按鈕。小班壓下按鈕，被麥克吸走的能量又流失，被惡怪剋吸收的外星人也終於全部回復。凱文在他臉上打一拳，留下一個黑眼圈。
到《Couples Retreat》原本被Ben 10團隊圍攻，得到為他傾心的邪咒魔女幫助逃到雷吉多蒙並恢復能量。但是在邪咒魔女知道他是怎樣的人以後，他被奪回能量並丟出雷吉多蒙，重新面對Ben 10團隊的圍攻。
- 巨雷（Sunder）

配音：Powers Boothe
獎金獵人，在《Ben 10 外星英雄》的《Singlehanded》登場。當時他想要搶奪小班的Omnitrix，造成小班一隻手留在虛無零界。經過一番爭鬥，小班恢復正常，而巨雷自己被困在虛無零界。
在《Ben 10 終極英雄》的《The Transmogrification of Eunice》出現，是受到阿茲米斯雇用要帶走尤妮絲，再次和小班衝突。交手的時候曾經讓配戴Ultimatrix的小班陷入困境，最後被小班、小玟、凱文、尤妮絲聯手攻擊的時候因為阿茲米斯的出現而戰鬥中斷。根據阿茲米斯所認為，巨雷不會是小班的對手。
巨雷的武器是一把巨斧，他還會搭乘懸浮板追捕目標以及協助自己作戰。
- 貝索（Baz-l）

配音：Rob Paulsen
貝索是個蓋爾文變形體，首次登場於《Ben 10 外星英雄》的《Pier Pressure》。駕駛的太空船墜落在地球時，釋放出共生有機體找天工會求援，此生物因說話方式被茱莉命名為「船」（Ship）。在《Pier Pressure》最後，離開地球前將船送給茱莉。但是到《Vreedle, Vreedle》，向法庭宣稱船是自己的財產並雇用維德兄弟取回，最後法院撤銷取回命令。
在《Ben 10 終極英雄》的《Eye of the Beholder》，貝索偷竊莫那克巨石衛之眼奧藍石，被逮捕並拷問。船感應到他有危險而出面救援，小玟、凱文、茱莉、小班隨後抵達和逮捕他的人發生戰鬥。茱莉發現失去眼睛的巨石衛追著貝索且貝索不停打嗝，判斷巨石衛是為了取回奧藍石，奧藍石就在貝索體內。在歸還奧藍石以後，大家討論船的歸屬。在小班的言語引導下，貝索承認船已經是個厲害武器，可以賣到好價錢。
根據《Eye of the Beholder》的對白，凱文和小玟相當討厭貝索。後來在貝索為自己偷竊的行為辯解以及承認會賣掉船時，凱文更進一步想要對貝索動武。
- 外星植物怪（Alien Plant/Plant Monster）

配音：Dee Bradley Baker
出現在《The Big Story》的外星生物，墜落到地球被吉米發現。吉米發現時找Ben 10團隊，只有小班願意陪他調查。後來小玟和凱文開始覺得情況不對勁，也加入調查。這種植物可以用藤蔓抓住目標，還有製造複製體的能力。目的是製造出每個人的複製體，建立沒有戰爭、饑荒、瘟疫和樂趣的烏托邦。在它要殺死吉米的時候被吉米發現它怕花生。最後小班和這植物決戰時這植物太強，吉米丟了一整袋花生將它弱化，小班變身終極沼澤火再把它擊敗。
- 安東尼奧（Antonio）

配音：Jason Marsden
桑妮的男友，登場於《Girl Trouble》，有著尖耳朵、茂密的睫毛和巨大的身體。桑妮的父母認為桑妮受到他不好的影響，將桑妮送到小玟家。可是安東尼奧後來追過去，並聽從桑妮的指使行動。最後和小班的衝突展現強大的蠻力，被小班用計擊敗。
- 卓比象人（Trumbipulor）

初登場於《Basic Training》開頭，頭部像大象。因為非法交易第三級科技品被Ben 10團隊打敗，並被天工會逮捕。在《The Purge》Ben 10團隊追捕卓比象人，隨後因為阿吉突然出現造成卓比象人逃脫。
- 775號囚犯（Prisoner Number 775）

配音：Dee Bradley Baker
出現在《Prisoner Number 775 is Missing》，在五十一區被破壞時逃離監獄。身體有藍灰色底和深紫色斑塊，有尾巴且看起來有分別為紅藍綠三色的眼睛。可以隱形或使用保護色，尾巴能伸出刺。據他自己所說他被家鄉的獨裁者放逐，他到地球再怎麼解釋還是被關起來。而且家鄉革命失敗，自己的家人也死了，感到失去生存意義。聽到小班和凱文的「建議」後決定對洛桑上校報仇，連同洛桑上校的家人。被小班擊敗時喊著求死，並在之後被移交天工會。
- 包曼先生（Mr. Baumann）

配音：Richard Doyle
登場於《The Purge》，有發胖的身材和禿頭。經營的賣場販賣各種少見的食材與料理，許多外星人顧客會光顧。馬克也是這裡的客戶之一，他在《The Purge》曾經託小班為他轉交阿克土倫蜘蛛蛋給馬克。當永恆武士在《The Purge》獵殺外星人的時候，他協助一些外星人藏匿。小班等人找到他詢問外星人的線索。
- 波姬醫生（Dr. Borges）

配音：Yeni Alvarez
出現在《Ultimate Sacrifice》，據小玟表示是貝爾市最好的心理醫生。小班變身終極神力暴龍以後出現人格衝突，小玟找她來診斷。最後終極神力暴龍失控，波姬醫生表示她會寄帳單後趕緊離開。
- 垃圾怪（Trash Monster）

配音：John DiMaggio
出現在《The Widening Gyre》，由垃圾構成的怪獸。原本是在太平洋上累積的巨大垃圾島，因為太平洋垃圾渦流聚集。世界政府用飛彈對垃圾島發射實驗性分解塑膠細菌試圖消滅垃圾，但是細菌和垃圾結合產生突變怪獸。這種體型巨大的怪獸可以改變外形與噴射垃圾攻擊，肢體被切斷也能藉吸收垃圾再生。在海水沖刷下構成的垃圾會掉落。最後被小班用超巨人造成的海水龍捲推到太空並送往太陽。

## 外星英雄
- 沼澤火（Swampfire）

配音：Dee Bradley Baker（美國）；符爽（台灣）
基因來源：梅沙火星人（Methanosian）
身體如綠色爛泥構成人形，頭部如頭髮的豎起有紅色和黃色。身體被打穿或手臂被切斷都可以復原。可以噴射火焰，以及拋撒種子以產生藤蔓。身體連續受到高溫影響時，會因此產生臭味。首度登場於《Ben 10 外星英雄》。
在《Ben 10 終極英雄》也是被小班大量使用的外星人。《Ben 10,000 Returns》一集和幻空作戰的時候使用，原始版和終極版一起被幻空破壞。與幻空的戰鬥結束後，班10,000幫小班回復所有沼澤火的版本。
終極版：主色改變，可以用更強的藍色火焰燒穿石牆，和威力超強的炸彈。
- 異形怪（Goop）

配音：Dee Bradley Baker（美國）；許淑嬪（台灣）
基因來源：變形外星人（Polymorph）
黏呼呼的一大團淺綠色液體，可以隨意變換外形，也能夠改變自己身體的酸鹼度。作戰時可以噴射強酸或潛入目標內自爆。需要像小型幽浮一般的重力控制器控制液態身體，如果控制器被關閉就會以一灘黏液困在地面。當小班使用異形怪時，小玟和凱文都對這個外星人有意見。在《The Creature From Beyond》，小班從小玟沒有對他變身的異形怪抱怨判斷小玟情況不好。
- 魟人（Jetray）

配音：Dee Bradley Baker（美國）；于正昇（台灣）
基因來源：海空雙棲星人（Aerophibian）
外形像魟的外星人，以飛行為主要行動方式，可從眼睛射出光束。可以高速飛行，眼睛發射的光束具有破壞力。在《Eye of the Beholder》顯示可以穿過超空間傳送門，在太空進行長程旅行。眼睛光束的能力在《Ben 10,000 Returns》破壞亞馬加頓魔盤。
- 小波波（Echo Echo）

配音：Dee Bradley Baker（美國）；杨凯凯（台灣）
基因來源：索諾波波星人（Sonorosian）
小波波是矽基生物。體型小呈現白色。小波波的攻擊方式是張開大嘴發射強力聲波，這項能力可以搭配產生的實體分身使用。小班在《Duped》對分身有另外的使用方法，讓自己可以出現在不同的地方。在《Absolute Power Part 1》顯示如果還有一個分身存在，可以在其他分身被摧毀的情況下存活。
終極版：個子變高，身上依附多個圓盤。除了從頭部和身上依附的圓盤發出聲波，也可以隨自己意志讓圓盤分離飛出並操作圓盤在空中的行動，並由圓盤發出聲波。還可以飛行。
- 神力暴龍（Humungousaur）

配音：Dee Bradley Baker（美國）；符爽（台灣）
基因來源：神力龍星人（Vaxasaurian）
神力暴龍外形如一頭橙色暴龍，但是有強壯的前肢。擁有舉起大部分重物的能力。在周圍空間足夠的情況可以增大體型，並且隨著體型增大提高力量。
終極版：主色調由橙色變成綠色，背上出現甲殼，周圍有刺。手部可以發射飛彈。
- 噁爆蛙（Upchuck）

外形長得像蟾蜍，可以吐出黏液攻擊或者吞噬大多數物質或能量。噁爆蛙可以將吞噬的東西重新吐出，當成子彈射擊敵人，藉以產生強大的破壞力。在整套系列第一次出現是在《Ben 10》的《The Visitor》，莎琳教小班使用這種外星人戰鬥。
在《Ben 10 終極英雄》小班第一次是在《Duped》變身。當時因為小班已經透過小波波一分為三的緣故，變身噁爆蛙的其中一個小班就和另外兩個一樣在戰鬥中軟弱無力。在《The Purge》永恆武士前往賣場攻擊外星人，小班使用噁爆蛙與來襲的大批永恆武士交戰。在《Inspector 13》Ultimatrix受到干擾出問題時曾經把小玟變成噁爆蛙，後來不情願的小玟必須用噁爆蛙的能力救小班。
- 蟹甲智多星（Brainstorm）

配音：Dee Bradley Baker（美國）；何志威（台灣）
基因來源：Cerebrocrustacean
蟹甲智多星可以產生強力的雷磁風暴，也能干預在運作上和電波有關的儀器。智力上也會大幅提升，足以操縱高科技儀器。小班變身蟹甲智多星的時候，說話會用複雜的言詞描述簡單的事物。
- 寒冰幽靈（Big Chill）

配音：Dee Bradley Baker（美國）；于正昇（台灣）
基因來源：納克佛吉星人
在沒有飛行時外形看起來像是披了一件斗蓬，飛行時則會展開兩對翅膀。除了飛行，還可以從口中噴出足以冰凍大部分目標的冷風。寒冰幽靈也可以虛體化，能避開攻擊與穿透物體。小班有時候變身寒冰幽靈時會說一些與寒冷有關的雙關語。
終極版：主色調由藍色轉為紅色，可以噴射大範圍低溫火焰。在火焰影響範圍內的目標都會結冰，也可以用來製造冰牆。
- 水晶奇俠（Chromastone）

配音：Dee Bradley Baker（美國）；于正昇（台灣）
基因來源：Crystalsapien
本來就是活水晶的水晶奇俠能吸收並且重導能量，把能量變成雷射光；是佩卓沙平星人和水晶石的守護神，在《Ben10 外星英雄》的《Vengeance of Vilgax》逃出Omnitrix後被小班捕回。與魔賈斯的戰鬥被擊碎，但是接著變身成鑽石戰神擊敗魔賈斯。在《The Secret of Chromastone》首度展現飛行能力，並協助佩卓沙平星人復活。在《Ben 10 終極英雄》的《Absolute Power Part 1》出現，小班和小玟為了凱文的事衝突。在第二季《The Creature From Beyond》被小班用來在空中飛行尋找路庫布拉的同時和小玟通訊。
- 蜘蛛魔猴（Spider Monkey）

配音：Dee Bradley Baker（美國）；于正昇（台灣）
基因來源：阿拉卡那星人
長得像猴子和蜘蛛的混合體，有四隻手，行動敏捷並可吐出強力黏性絲網。
終極版：主要外型由藍色猴子轉為大猩猩，再加上蜘蛛腳。吐出的黏性網威力更強。
- 極微人（基因來源：Nanomectronian）（Nanomech）

配音：Dee Bradley Baker（美國）；何志威（台灣）
體型細小，可鑽入人體或機械，必要時可以發射光束攻擊。除了滲透的目的，變身極微人有助於精準攻擊微小目標。當初在《Ben 10 外星風暴》得到這種外星人樣本後，小班為了消滅蜂后首度變身極微人。
在《Ben 10 終極英雄》是在《Video Games》首度變身極微人。小班在展示各種外星英雄提供拍攝的時候曾變身極微人，但是體型太小。後來小班為了阻止失控的機器人「跟蹤狂」變身極微人，再由凱文用吸管將他吹過去。
- 北極星（lodestar）

配音：Dee Bradley Baker（美國）；曹冀鲁（台灣）
基因來源：Magnosapien
北極星的頭懸浮在雙肩之上。北極星可以操縱磁力移動金屬物體，也可以將金屬著磁。在《Ultimate Aggregor》中了惡怪剋的陷阱被炸碎，但是隨後又重組恢復。
- 轟天雷（基因來源：Arburian Pelarota）（Cannonbolt）

配音：Dee Bradley Baker（美國）；（台灣）
身體可滾成圓球狀撞擊敵人。滾成圓球時，雖然外殼堅硬但內部相當柔軟，可保護包在內部的目標不受撞擊傷害。
終極版：主色調由黃色轉為藍色，鐵釘盔甲
- 鑽石戰神（Diamondhead）

配音：Dee Bradley Baker（美國）；徐健春（台灣）
基因來源：佩卓沙平星人
外形看起來由藍綠色晶體組成，調整折曲的角度可以折射光束到想要的地方。可以從手發射大量小晶體攻擊，也能在地上產生由大型晶體構成的屏障。
- 暴虎(Rath)

配音：John DiMaggio（美國）；李香生（台灣）
基因來源：暴狂星人
脾氣暴躁的暴虎，經常口出惡言、凡事都想用武力解決，因而惹上不少麻煩。手上長著利爪，在戰鬥時可以自由伸縮。稱呼凱文為「凱文大笨瓜」。小班第一次變的時候，Omnitrix受到干擾，無法變回來，Omnitrix也因此發生程序錯誤導致暴虎沒穿衣服。跳躍力也很強。小班使用暴虎作戰的時候會不斷對敵人出口叫囂。
- 水霸天（Water Hazard）

小班掃瞄雙貝人以後得到的外星英雄，有保護自己的外殼，可以噴射強力水柱。
- 旋風神龜（Terraspin）

基因來源：阿達布拉星人
小班掃瞄加拉巴哲龜以後得到的外星英雄，可以縮進殼內伸出海龜鰭在空中高速旋轉，並製造強風。
- 核鋼君（NRG）

配音：Dee Bradley Baker
小班掃瞄潘剁以後得到的外星英雄，可以發出能量波，有鐵甲保護。
- 犰狳金剛（Armodrillo）

配音：Dee Bradley Baker
小班掃瞄烈鋼人以後得到的外星英雄。有長形的臉，外形如黃色機甲。可以用雙臂在高速振動下製造地震。
- 通靈天人（Amp Fibian）

基因來源：安培人
小班掃瞄雷靈以後得到的外星英雄，可以讀取對方心思、在水中呼吸、控制電器、轉變為能量體以及能量攻擊。
- 四手霸王 (Fourarms)

配音：Dee Bradley Baker
基因來源：泰卓曼星人
泰卓曼星人性格火爆好鬥，小班在《Ben 10》也喜歡使用這種外星人。他們有紅色皮膚、四隻強壯的手臂和四顆眼睛，皮厚多刺且力氣相當大。小班在遇到銀河義勇軍的女性泰卓曼星人泰妮以後，學到拍擊手掌製造震波的戰鬥方式。在《Ben 10 終極英雄》的《Hero Time》，小班首度重新使用之前只有小時候用過的四手霸王。現在的小班變身四手霸王上半身僅有兩條帶子交叉，而非如《Ben 10》時有上衣。
- 大鋼牙
- 基因來源：佛倫人

是隻人魚怪物，有利齒。適合水中活動，離開水域身體的水分會快速散失，血壓急速上升。在《Ben 10 終極英雄》的《Perplexahedron》小班曾一度變身大鋼牙。
- X超人（Alien X）

基因來源：天外天神民族（Celestialsapien）
X超人本身有實現任何願望的能力，身體不受任何攻擊破壞，但是做決定前都要自己所有人格經過決議。由於矛盾博士能輕易的進入天外天神民族的意識空間，所以非常不喜歡矛盾。小班使用的X超人原本的兩個人格分別是代表憤怒侵略的貝里卡斯和大愛慈悲的莎琳娜。當兩者意見不同的時候會陷入一比一的僵局，因此小班在《Ben 10 外星英雄》首次使用後意識便被困在X超人的意識空間幾乎無法離開。在這之後，因為太過麻煩，小班不願意再變身為X超人。另外由於了解X超人擁有的強大能力，日後在涉及可能會讓敵人奪取Omnitrix能力的情況，都會有對白提到敵人奪取X超人能力的危險。
在《Ben 10 終極英雄》裡面，小班因為惡怪剋得到無垠穹蒼圖而想要再次動用X超人的能力。當時對變身X超人設下的條件除了需要小班配戴的Ultimatrix，還要兩把鑰匙插進去才能變身。兩把鑰匙分別由小玟和凱文保管。進入宇宙創始大地可以看到周圍有許多大小不等的X超人，暗示X超人和宇宙誕生有關，有的X超人雙手托著一個X超人寶寶。
- 超能獸（Wildmutt）

基因來源：瓦平曼瑟星獸
瓦平曼瑟星獸是種凶暴的生物，甚至會攻擊同類。在能力上，小班變身的超能獸就如瓦平曼瑟星獸缺乏視覺但嗅覺靈敏，因為瓦平曼瑟星獸生活在陰暗的地洞。攻擊時以鋒利的爪牙為武器。變成終極版時顏色改變，長出尾巴且背刺豎起，也具備說話的能力。
小班在《Prisoner Number 775 is Missing》曾經變身原始版和終極版超能獸，而且變身為終極版後還可以說話。
- 超巨人（Waybig）

配音：Dee Bradley Baker
基因來源：圖庫斯達人
超巨人有巨大的形體和強大的戰力。除了使用巨力，也可以發射光束攻擊。《Ben 10 終極英雄》的《Absolute Power Part 1》小班和小玟為了如何處理凱文的事激烈爭論。小玟為了阻止小班傷害凱文，首度使用天能和小班交戰，小班變身超巨人擊敗小玟。在《Ben 10,000 Returns》一集，小班變身超巨人要摧毀亞馬加頓魔盤反而幫助幻空抵達，之後幻空用超能力破壞超巨人。不過在擊敗幻空以後，班10,000協助小班恢復變身為超巨人的能力。
在《The Ultimate Enemy Pt. 2》首度出現終極版，身上某些白色部分變成藍色，頭上多兩支角。除了相當強壯和高速移動，還可以發射更強的光束。額外能力還有飛行，也可以利用本身的高速產生龍捲風反射攻擊。小班為了防止他的象限被大剛控制，變身終極超巨人。最後大剛用酸雨擊敗終極超巨人。
- 火焰人（Heatblast）

基因來源：派羅奈星人
在《Ben 10》中，火焰人是第一個登場的外星英雄。可以噴射火焰，身上取下的部分包括唾液在內都含高溫。在《Ben 10》中小班感冒的時候，製造高溫的能力意外反轉為製造低溫。此外，火焰人可以在踏著一塊石頭的情況下飛行。
在《Ben 10 終極英雄》中，小班在《Viktor: The Spoils》首度變身火焰人，和小玟搭配困住維多王。在《Ultimate Sacrifice》被終極寒冰幽靈困住，變身火焰人擺脫冰封。
- 極凍蜥蜴（Articguana）

頭部像鯊魚但是可以用雙足站立，兩隻手像爪子。可以從口中噴出寒風冰凍目標。第一次登場的時候在《Ben 10》的《Ben 10,000》最後，平行宇宙的班10,000用來冰凍魔賈斯。在《Ben 10 終極英雄》的《Ben 10,000 Returns》開始被正統故事線的班10,000召喚能力，用來冰凍幻空的手下。
- 飛毛腿（Fasttrack）

初次登場於《Ben 10 終極英雄》的《Basic Training》，頭到肩膀呈藍色，下半身則呈閃電狀的黑色，戴著尖刺狀黑色面具。擁有的能力和快閃之星一樣，是小班不穩定出現的外星英雄之ㄧ。
- 變色龍（Chamalien）

配音：Dee Bradley Baker
基因來源：美林尼（Merlinisapien）
小班掃描775號囚犯得到的外星英雄，名稱來自變色龍（chameleon）和外星人（alien），一開始開玩笑命名為太誇張（Overkill）。有隱形的能力，可以從敵人背後偷襲攻擊。眼睛部份的紅綠藍代表的是光的三原色。
- 食霸（Eatle）

外形由黑色鋼甲構成,名稱取自於甲蟲（Beetle）的諧音.頭上有很大的角，小班在《A Knight to Remember》首次使用。其能力跟噁爆蛙類似，不同在於是將物質吃下後，從頭上的角發射雷射光。也可以製造護盾抵擋攻擊。
- 靈精怪（Juryrigg）

外形為紅色的小精靈，登場於《The Egg Man Cometh》。其能力是將機械「破壞」跟「重組」，類似西方傳說的搗蛋精靈。如同變成暴虎時的性格變化，當小班變成靈精怪時，會開始搗蛋並且大搞破壞。
- 時鐘王（Clockwork）

配音：Dee Bradley Baker
基因來源：克朗諾沙平星人（Chronosapien）
體型巨大，胸口和全身呈黃色機械電路和齒輪狀，擁有操控時間流向的能力。在《Ben 10,000 Returns》被班10,000用過，發射的光束除了讓目標快速風化，也可以抗拒幻空的光束。在《Catch a Falling Star》小班首次使用。頭部的發條轉動時，可以用倒帶的模式播放所處地點發生過的事。
- 鬼影（Ghostfreak）

基因來源：伊克透瑞星人
過去鬼影曾逃出Omnitrix，但後來又在《Ben10外星英雄》中被小班掃進Omnitrx。在《Ben10終極英雄》中小班首次變身成鬼影是在《Ultimate Sacrifice》。可以隱形並穿透牆壁，甚至能附身進生物體內，並加以操控。在《Ben 10》根據小班所說，他變成鬼影的時候會有奇怪的感覺。
在《Ultimate Sacrifice》中，小班曾試圖運用鬼影的超能力附身在擁有了自我意識的終極神力暴龍體內，但沒成功。

## 每集主題
| 總集數（美國） | 總集數（台灣） | 主題（英文）                     | 台灣官方譯名        | 季( 美國集數 )      | 台灣首播時間 |
| --- | -------------- | -------------------------------- | ------------------- | ------------------- | --- |
| 1 | 1              | Fame                             | 成名記              | Season 1 -Epsode 01 | 2010/10/10 10:00                                                                                                  |
| 小班的身分曝光，媒體熱烈討論。在佛羅里達的軍事基地，有外星人不斷潛入偷走零件，最近甚至偷走一枚核彈。 |                |                                  |                     |                     | |
| 2 | 2              | Duped                            | 忙忙忙              | Season 1 -Epsode 02 | 2010/10/10 10:30                                                                                                  |
| 成名後的小班表現出過於沉醉名聲的舉動。小班想要去看狂暴相撲電影，但是小玟要求他應該留下看茱莉的比賽，凱文也要小班和他一起打擊永恆武士。於是小班想到利用Ultimatrix的能力，讓自己可以同時做三件事。 |                |                                  |                     |                     | |
| 3 | 3              | Hit 'Em Where They Live          | 捍衛家園            | Season 1 -Epsode 03 | 2010/10/16 13:00                                                                                                  |
| 小班身分曝光後，不斷有以前的敵人來找小班家人的麻煩。其中贊伯洛、邪咒魔女、魔卡那共謀綁架小班的母親，等待小班、小玟、凱文救援時落入陷阱。 |                |                                  |                     |                     | |
| 4 | 4              | Video Games                      | 電玩明星夢          | Season 1 -Epsode 04 | 2010/10/23 13:00                                                                                                  |
| 小班被通知要製作一套以他為主題的電玩，事實上是威爾何倫搜集他資訊以便除掉他的陰謀。小玟要練習開車考駕照，但是在互動上和凱文起爭執。小班提議由自己來教小玟。 |                |                                  |                     |                     | |
| 5 | 5              | Escape From Aggregor             | 星際大逃獄          | Season 1 -Epsode 05 | 2010/10/30 13:00                                                                                                  |
| Ben 10團隊得知外星人在貝爾市製造事端，前往處理遇上加拉巴哲龜。加拉巴哲龜告訴他們自己被惡怪剋俘虜的事以及和其他外星人逃出惡怪剋監禁的經過。 |                |                                  |                     |                     | |
| 6 | 6              | Too Hot To Handle                | 燙手山芋            | Season 1 -Epsode 06 | 2010/11/6 13:00                                                                                                   |
| 凱文接下委託去幫潘剁打開裝甲，但是查覺高度輻射而停手。潘剁設計凱文，最後還是把裝甲打開並闖進核電廠吸收能量，造成反應爐面臨失控。最後Ben 10團隊阻止反應，並利用原來那套裝甲抓住潘剁。 |                |                                  |                     |                     | |
| 7 | 7              | Andreas’ Fault                   | 烈鋼人              | Season 1 -Epsode 07 | 2010/11/13 13:00                                                                                                  |
| 阿吉利用「新朋友」控制永恆武士。 詳細劇情 永恆武士行徑怪異，盡是搶一些不值錢也沒高科技可言的物品。Ben 10團隊前往調查，原來阿吉利用烈鋼人脅迫永恆武士當他的僕人。當永恆武士的長官回到堡壘，大家都被永恆武士抓起來。最後烈鋼人震垮永恆武士的堡壘，永恆武士離開。為了阻止一枚威力強大的炸彈爆炸傷及無辜，烈鋼人抱住炸彈。Ben 10團隊和阿吉都以為烈鋼人犧牲，但是惡怪剋在他們離開後從斷垣殘壁找出烈鋼人抓回去。 |                |                                  |                     |                     | |
| 8 | 8              | Fused                            | 雷靈附身            | Season 1 -Epsode 08 | 2010/11/20 13:00                                                                                                  |
| 小班一直無法睡覺，因為一睡就有奇怪的外星人要搶奪他的身體。後來大家到洛索拉達，凱文幫小班把騷擾小班的外星人雷靈抓住。雷靈試圖永遠控制小班被阻止，惡怪剋也出現。 |                |                                  |                     |                     | |
| 9 | 9              | Hero Time                        | 過氣英雄            | Season 1 -Epsode 09 | 2010/11/27 13:00                                                                                                  |
| 小班從小崇拜的英雄替天行道大隊長為了挽回自己的人氣，刻意製造事端。電影明星珍妮佛對小班感興趣，甚至在強吻小班以後大陣仗邀小班參加宴會。替天行道大隊長在公開挑戰小班失敗後，綁架珍妮佛和茱莉，要小班選擇救誰的命。 - 翻譯差異：中文版在後面珍妮佛對凱文搭訕的時候，小玟警告珍妮佛的言詞被改成只是要珍妮佛離遠一點。 |                |                                  |                     |                     | |
| 10 | 10             | Ultimate Aggregor                | 終極惡怪剋          | Season 1 -Epsode 10 | 2010/12/4 13:00                                                                                                   |
| 天工會要圍捕惡怪剋，但是仍然被惡怪剋逃脫。Ben 10團隊追蹤到洛索拉達，可是惡怪剋成功使用那裡的裝置將俘虜的外星人完全吸收。 |                |                                  |                     |                     | |
| 11 | 11             | Map of Infinity                  | 無垠穹蒼圖          | Season 1 -Epsode 11 | 2010/12/11 13:00                                                                                                  |
| 為了阻止惡怪剋的計畫，矛盾博士將無垠穹蒼圖分成四部分藏在不同地點。Ben 10團隊前往納克弗吉星準備取得第一部分，但是惡怪剋也伺機奪取那塊拼圖。 |                |                                  |                     |                     | |
| 12 | 12             | Reflected Glory                  | 無名小卒            | Season 1 -Epsode 12 | 2010/12/18 13:00                                                                                                  |
| 凱斯和小傑想沾小班的光，請求Ben 10團隊配合表演。 |                |                                  |                     |                     | |
| 13 | 13             | Deep                             | 深海危機            | Season 1 -Epsode 13 | 2010/12/25 13:00                                                                                                  |
| 惡怪剋闖進水行星皮西斯，Ben 10團隊前往追捕。 |                |                                  |                     |                     | |
| 14 | 14             | Where the Magic Happens          | 魔法聖地            | Season 1 -Epsode 14 | 2011/1/1 13:00 |
| 為了追捕逃進雷吉多蒙的惡怪剋，小玟找過去的宿敵邪咒魔女協助。 詳細劇情 Ben 10團隊追捕惡怪剋，被惡怪剋通過一道門逃走。為了能通過那道門，小玟找來邪咒魔女合作。邪咒魔女唸出絕真秘名「亞哇塔西」進入雷吉多蒙象限，充斥大量的天能，也是邪咒魔女的故鄉。以暴政統治這裡的阿威煞脖子上掛的魔天符就是無垠穹蒼圖的一部分，Ben 10團隊和邪咒魔女一路通過阿威煞的手下與陷阱，小玟和邪咒魔女的關係也有好轉的跡象。面對阿威煞時，因為阿威煞掌握強大天能造成大家都不是他的對手。但是惡怪剋出現扒走魔天符離開，Ben 10團隊擊敗阿威煞。當Ben 10團隊要離開雷吉多蒙時，邪咒魔女表示她要留下幫助她的族人。 |                |                                  |                     |                     | |
| 15 | 15             | Perplexahedron                   | 天外方宮            | Season 1 -Epsode 15 | 2011/1/8 13:00 |
| 為了阻止惡怪剋取得無垠穹蒼圖的最後一部分，前往天外方宮。 |                |                                  |                     |                     | |
| 16 | 16             | The Forge of Creation            | 宇宙創始大地        | Season 1 -Epsode 16 | 2011/1/21 |
| 前往宇宙創始大地擊敗惡怪剋，但是Ben 10團隊也付出高昂的代價。 詳細劇情 阿茲米斯對於Ben 10團隊阻止惡怪剋一再失敗表示憤怒，因為惡怪剋已經集齊無垠穹蒼圖要前往宇宙創始大地。小班決定變身X超人以找到前往宇宙創始大地的路徑，但是被困在X超人的意識空間。矛盾博士將小班變回來，自己送Ben 10團隊去宇宙創始大地。中途太空船卡住，小班意外把十歲的小班帶到太空船。後來遇到想要奪取X超人寶寶的惡怪剋，但是大家都被惡怪剋打敗。小小班建議凱文吸收Omnitrix的能量對付惡怪剋，凱文選擇以Ultimatrix為目標。凱文擊敗了惡怪剋，但是自己也因此發瘋。凱文離開以後，矛盾博士出現。矛盾博士說今天他們救了宇宙，關於凱文則是時候到了他們就會做該做的事，小小班也被送回去。 - 刪節片段：原本十歲小班將糖果交給小玟後，和小玟與凱文還有一段對白。原本十歲小班問X超人寶寶由來後，還有凱文與小玟的對白。凱文最後發瘋說話時，十歲小班回答的對白中有先罵凱文「jerk」的部分在中文版被剪掉。 |                |                                  |                     |                     | |
| 17 | 17             | ...Nor Iron Bars a Cage          | 為友報仇            | Season 1 -Epsode 17 | |
| 凱文開始找人翻舊帳。他前往虛無零界監獄想要殺死典獄長摩格，為他以前尊敬的魁報仇。 |                |                                  |                     |                     | |
| 18 | 18             | The Enemy Of My Enemy            | 敵人之敵            | Season 1 -Epsode 18 | |
| 凱文在追殺阿吉，小班和小玟把阿吉帶到水電工學院。 |                |                                  |                     |                     | |
| 19 | 19             | Absolute Power Part 1            | 終極衝突（上集）    | Season 1 -Epsode 19 | |
| 失控的凱文到處吸取別人的超能力。小班堅持要立刻擺平凱文，小玟仍然想辦法將凱文復原。 |                |                                  |                     |                     | |
| 20 | 20             | Absolute Power Part 2            | 終極衝突（下集）    | Season 1 -Epsode 20 | |
| 在麥克晨星、小柏、茱莉的協助下成功誘捕凱文並恢復原狀。麥克別有所圖，但小班已經預作防範。 - 刪節片段：中文版剪掉小玟與凱文熱吻鏡頭。 |                |                                  |                     |                     | |
| 21 | 21             | The Transmogrification of Eunice | 美麗的回憶          | Season 2 -Epsode 01 | 2011/10/16 9:00                                                                                                   |
| 小班、小玟、凱文到野外露營遇到一個不記得自己是誰的陌生女孩，巨雷則追蹤過來要帶走那女孩。 詳細劇情 小班、小玟和凱文到野外露營的時候，發現在一個空降的莢艙內的少女。她表示自己不記得身分，被問到名字的時候勉強說出「尤妮絲」。她可以吸引動物並融洽相處，而且在和小玟釣魚時表現對於傷害動物感到害怕。小班在和她相處不久後，表現得為她著迷。就在雙方幾乎要接吻時，被前來的獎金獵人巨雷打斷。小班和巨雷纏鬥時，尤妮絲逃走了。後來小班、小玟和凱文重新找到尤妮絲，尤妮絲說只想知道自己是誰。巨雷出現將尤妮絲變成類似Ultimatrix的物品帶走，三人再追上去。從巨雷手中搶回尤妮絲並變成人類型態，繼續與巨雷戰鬥。阿茲米斯的出現使戰鬥中斷，說出尤妮絲事實上是Unitrix，也就是Omnitrix的原始模型。在Unitrix失蹤後，就是阿茲米斯雇用巨雷找回。阿茲米斯計畫將尤妮絲放回倉庫，在小班力爭後，同意改為讓尤妮絲看守普萊摩斯。 - 刪節片段：原本小班在莢艙開啟後，還有話說。在中文版小班和尤妮絲幾乎接吻的橋段，剪掉兩人逐漸接近的動作。 - 翻譯差異：一開始賽車，凱文提到慢到營地的要煮飯，小班回答自己要鬆餅，中文版對白小班說：「WHO怕WHO啊。」凱文談到松鼠的時候說松鼠是樹上的老鼠，中文版對白凱文說：「都是鼠字輩。」 |                |                                  |                     |                     | |
| 22 | 22             | Eye of the Beholder              | 巨石衛之眼          | Season 2 -Epsode 02 | 2011/10/22 9:30（Ben 10終極沼澤火馬拉松） 2011/10/23 9:00重播（原正式時段）                                       |
| 為了找回擅自離開的船，小玟和凱文帶茱莉上太空追蹤，小班隨後追上。 詳細劇情 貝索在一處神廟偷取寶石，讓巨石衛動起來。正在練習網球的茱莉發現原本陪她練習的船要離開，茱莉聽出船要去救貝索，緊急去向小班求援。Ben 10團隊正在和永恆武士交手，看到茱莉以後，小班提到茱莉已經和他分手了。對於茱莉請求幫忙，小班認為這不是什麼不得了的事，小玟和凱文自行陪茱莉去找船。小班和吉米談到和茱莉的問題，在吉米的建議下小班決定親自去找茱莉把話說清楚。當船降落時受了傷，小玟花了一些時間幫船回復。船仍然要去找貝索，於是茱莉、小玟、凱文跟隨船的行蹤。小班趕到看見船說大家可以回去，惹來不悅以後跟著走。貝索正受到拷問奧藍石的下落，而大家都被外星人發現。在小班幫助貝索擺脫束縛後，巨石衛也動起來。茱莉看貝索一直打嗝以及巨石衛的動向，判斷是為了貝索偷走的東西。將奧藍石還給巨石衛以後，巨石衛平靜下來。茱莉想到船的行為，覺得讓船待在貝索身邊比較好。小班想要幫忙，被茱莉一口回絕。後來小班對貝索套話，貝索承認自己會將船以武器賣出，船跳到茱莉懷裡。最後小班向茱莉道歉關於近來的行為，茱莉接受並願意再給小班機會。 |                |                                  |                     |                     | |
| 23 | 23             | Viktor: The Spoils               | 父子反目            | Season 2 -Epsode 03 | 2011/10/30 9:00                                                                                                   |
| Ben 10團隊抵達處於內戰的查克維亞，遇到維多的身體。 詳細劇情 :沙里安王和基拉王子在菲莉絲的引導下看他們得到的新武器，維多博士的軀體。基拉王子想要將維多做為對付反抗軍的武器，但是沙里安王認為這樣太危險而不贊成釋放維多。 凱文駕駛噴射機老破車三號帶小班和小玟到查克維亞處理沙里安王的委託，一邊抱怨失去得到瞬間轉移艙的機會。遇上飛彈襲擊，小班變身摧毀飛彈。降落後被基拉王子帶領部隊包圍，沙里安王出現命那些士兵退下。在與沙里安王的會面中，提到基拉王子在母親過世後性格改變，現在要Ben 10團隊阻止基拉王子釋放維多。小班變身寒冰幽靈通過雷射陷阱並關閉。當大家抵達維多的房間，士兵發現他們並和他們戰鬥。維多已經解凍並且在基拉王子控制下，小班被維多打敗。Ben 10團隊被關進地牢，沙里安王也在相同的地方，四個人都被鏈子綁住。小玟用僅存的天能解開沙里安王，但是沙里安王只是解開小班並帶著小班離開，把小玟和凱文留在地牢。到了實驗室，沙里安王把自己和小班、維多連上線路，將小班的Ultimatrix轉到通靈天人並啟動機器。基拉王子闖進來拔掉線路，沙里安王倒下。菲莉絲檢查沙里安王的身體說他死了，基拉王子宣布自己是國王。可是維多的身體動起來。沙里安王的心智轉移到維多的身體，維多博士變成維多王。國王用基拉王子測試自己的力量，最後說先讓王子活著，等消滅反抗軍再來處死他。國王用維多的身體打擊反抗軍，Ben 10團隊追上來。就在國王舉起一部戰車的時候，小班變身的火焰人將戰車燒熔讓金屬漿液覆蓋維多王，小玟再用天能引起的強風讓金屬凝固困住維多王。 基拉王子帶兵趕到，小班搶走基拉王子手上的控制器。基拉王子下令攻擊，小玟展開天能防護罩擋住。小班解除所有士兵受到的心智控制並踩壞控制器，士兵們留下王子各自離開。Ben 10團隊離開的時候，維多王仍然呼喊自己會重獲自由並奪回王座。 |                |                                  |                     |                     | |
| 24 | 24             | The Big Story                    | 頭條新聞            | Season 2 -Epsode 04 | 2011/11/6 9:00 |
| 吉米發現外星植物怪，努力說服Ben 10團隊調查。 詳細劇情 :吉米在森林拿攝影機說要觀察流星雨，看到有個東西墜落。到墜落地點的洞穴觀察，是一株外星植物。外星植物快速展開，從旁邊延伸藤蔓抓住吉米。 Ben 10團隊在和七七怪作戰，最後小班變身暴虎擊敗七七怪。吉米來找他們，說有個外星生物要他們一起去看。凱文不相信吉米，小玟也說自己有事要回去，只有小班陪他去。可是小班進入洞穴後一段時間，吉米被叫進去看到小班對他說什麼都沒看到。回家後的吉米調查貝爾市的用水習慣曲線圖，發現用水量暴增，認為一定是外星植物的關係。吉米拿照相機回到洞穴，看到植物已經變大，而小班以服侍的語氣對那植物說話。吉米拍了照片，再去找凱文和小玟。但是凱文和小玟仍然不相信，認為吉米的模糊照片不能證明什麼。吉米上電視節目何倫論壇，威爾何倫把吉米的話扭曲為小班帶領外星人入侵，並評論吉米為了再出名而背叛小班。凱文和小玟也在收看節目，小玟說有前往調查的必要。吉米在超市買花生，小班出現並且變身神力暴龍攻擊他。逃命的吉米一路跑到超市外騎腳踏車繼續逃，被轟天雷追擊，遇到小玟和凱文在汽車內要吉米跟他們走。吉米感到不對勁，拒絕並轉身逃走，還是被抓住帶往洞穴。 在洞穴內，吉米發現他眼前的小班、小玟和凱文都是那植物製造的複製體，想要知道為什麼吉米對那植物免疫。複製體表示很快這世界就不會有戰爭、瘟疫和饑荒，也沒得玩，世界將成為天堂花園。吉米被藤蔓纏住時背包的花生掉出來，對藤蔓產生快速腐蝕效果。吉米用花生讓自己脫身，也用花生把真的小班、小玟和凱文從囚牢救出來。Ben 10團隊和複製體交戰，發現小玟和凱文的複製體沒有他們的超能力，可是小班的複製體在小班被抓時偷了Ultimatrix並在這時變成水晶奇俠攻擊他們。吉米投擲花生，小班趁機奪回Ultimatrix變身沼澤火，Ben 10團隊打敗複製體。植物本體向他們攻擊，小班完全不是對手。吉米把整個背包的花生丟進植物的開口，小班掙脫束縛變身終極沼澤火摧毀植物怪。吉米沮喪說沒拍下來，沒人會相信他。小班說他們相信，小玟也說以後會認真採納吉米的報告。 |                |                                  |                     |                     | |
| 25 | 25             | Girl Trouble                     | 惡女駕到            | Season 2 -Epsode 05 | 2011/11/13 9:00                                                                                                   |
| 小玟的堂親桑妮被送到小玟家住，小玟的母親要不情願的小玟和這位帶著秘密的堂親一起行動。 詳細劇情 :凱文開車和小班、小玟一起到小玟家尋找阻止第十二象限機器人的方法，進入小玟房間發現一個黑髮女孩在小玟床上，是小班和小玟的堂親桑妮。 小玟的母親莉莉告訴她桑妮要在夏天到他們家住，小玟不樂意。另一邊，桑妮開始對凱文調情。小玟向莉莉表示不想這樣，但是莉莉表示這件事已經確定。桑妮是被自己父母送到小玟家，希望小玟能給她一些好的影響。小玟準備出門阻止機器人，莉莉強迫她帶桑妮在身邊。前往目的地的車程上，小班、小玟、凱文談論任務內容。桑妮感到無聊，插話談起自己的男友安東尼奧。小玟對桑妮的態度感到不耐煩，要桑妮安靜。抵達目的地後，桑妮被要求在車上等。Ben 10團隊要迎戰機器人，並至少帶回一部機器人的電腦好分析機器人的計畫。戰鬥開始，小班以四手霸王的型態作戰。在車內等待的桑妮感到無聊，自己跑出去加入戰局，使用天能將在場的機器人全部摧毀。 回到小玟家，小玟告訴莉莉這桑妮的安諾星人能力。另一邊，桑妮對小班和凱文說小玟壞話，被不悅的小玟打斷。桑妮再提起安東尼奧，小玟表示厭煩要求不要再提安東尼奧時傳來敲門聲。凱文去開門，對方是來找凱文，正好是安東尼奧。桑妮向門口跑去被莉莉擋住，莉莉表明兩人不能見面，這是桑妮的雙親要求的。當安東尼奧轉身離去時，桑妮在樓上窗口叫住安東尼奧。小玟要抓住桑妮但力氣比不過，小班和凱文也決不介入。桑妮從窗口飛到安東尼奧肩上，指示安東尼奧和她一起離開找樂趣。小玟只能用天能的階梯從窗口到外面，用跑步追桑妮和安東尼奧。小班和凱文在車上叫住小玟，小玟表示現在不行。他們說機器人又出現，小玟只好先放棄追桑妮和安東尼奧，去執行任務。桑妮看到後覺得有有趣的事可做，指使安東尼奧追上去。Ben 10團隊發現機器人安置炸彈，並透過加速器強化炸彈威力。小班變身北極星和大家對機器人作戰，小玟要凱文去關閉加速器。凱文忙著操作控制台但是找不到關閉加速器的方法，小玟幫助凱文阻擋來妨礙凱文的機器人。雖然小班將那些機器人摧毀，還是有機器人持續從通道出現。桑妮和安東尼奧抵達，以玩樂的態度大量摧毀機器人。凱文在嘗試各種操作都無效後索性砸毀控制台，加速器因此停止。小班對通道攻擊，剛跑出來的機器人被推回通道，通道也跟著消失。安東尼奧拿走炸彈在地上砸，被凱文搶過。小玟說桑妮該回家，桑妮一口否決並丟棄自己的地球人外皮現出安諾星人型態。 小玟說要告訴桑妮的父母，桑妮就開始攻擊小玟。安東尼奧看到了也參戰，已經變回原型的小班變身神力暴龍和安東尼奧對打，但是在力量上仍然不如安東尼奧。凱文接住炸彈，開始解除炸彈功能。小班再變身終極神力暴龍，和安東尼奧近身戰時對安東尼奧開炮來出其不意。凱文拔掉炸彈內部的線，成功解除炸彈。小班和安東尼奧打到足球場，小班拔起一根沒亮的燈柱並且要安東尼奧也拔一根。安東尼奧拔了一根有亮的燈柱，因此觸電暈過去。小玟對桑妮的戰局是桑妮一面倒佔優勢，小玟被壓制無法動彈。薇朵娜出現讓桑妮感到害怕，然後薇朵娜快速用天能場困住桑妮讓她無法逃脫。小班帶著昏迷的安東尼奧前來讓薇朵娜也用天能場包住安東尼奧後恢復原狀，凱文也抵達。薇朵娜說小玟在沒受過正式訓練的情況下還能如此運用天能，再次邀請她去修行，小玟仍然婉拒。薇朵娜帶桑妮和昏迷的安東尼奧離開後，Ben 10團隊回去之前和機器人戰鬥的地方清理。 |                |                                  |                     |                     | |
| 26 | 26             | Revenge of the Swarm             | 晶片復仇記          | Season 2 -Epsode 06 | 2011/11/20 9:00                                                                                                   |
| 小班遭到外星晶片攻擊，和小玟與凱文討論以後去調查維多‧華力達以及尋找艾蓮娜。 詳細劇情 :睡著的小班看起來在做惡夢，醒來看到窗簾有影子閃過，拉開窗簾卻什麼都沒看到。小班周圍傳來說話聲而再次醒過來，看到維多‧華力達站在他眼前‧華力達對他提到晶片、女王還有他會對艾蓮娜做某些事。即使小班否認會對艾蓮娜做什麼，維多‧華力達仍然伸出觸手攻擊小班。小班變身神力暴龍，卻發現自己變成和極微人相當的大小。小班試著躲到枕頭下，還是被華力達用觸手抓出來丟進一個漩渦。小班醒過來發現自己把頭埋在枕頭下，抓住枕頭重新趴在床上。 小班從廁所出來，拉開窗簾又看到維多‧華力達在外面。小班變身轟天雷直接從窗戶撞出去，但是被觸手抓住。小班變身異形怪逃脫再壓下去，華力達變成一堆晶片飛散開。小班繼續追，那些晶片鑽進下水道離開。小班伸手穿過水溝蓋撿起一枚晶片後變回來。小班在雪泥大王對小玟和凱文談到自己的遭遇，他們說只是小班的惡夢。小玟說維多‧華力達已經被治好很久了，凱文則說那些晶片也是在小班消滅女王時被摧毀。小班拿出撿到的晶片給他們看，到晚上他們和小班到維多‧華力達的實驗室調查。在進入以前，凱文和小玟分別準備好吸取材質和集中天能，小班變身旋風神龜。闖進實驗室，只發現一個清潔工在那裡。凱文動手訊問那名清潔工老猴，只知道維多‧華力達已經死很久並葬在6255公墓，而他在華力達生前就在這裡工作。Ben 10團隊決定前往水電工學院找艾蓮娜。在學院內看到一個蓋文星人在指導學員並下指示，他回頭和Ben 10團隊一邊談艾蓮娜一邊用飛行裝置前進。艾蓮娜是他最好的學生，不過在父親死後已經離開學院回地球並接手她父親對晶片的研究。蓋文星人啟動桌上天工會的徽章顯示艾蓮娜的位置，小班的Ultimatrix也顯示同樣的地圖投影。凱文調侃小班只是想再次看到艾蓮娜，小班回答兩人只是朋友。 到艾蓮娜實驗室門口，艾蓮娜開門打招呼後主動走向小班並和小班擁抱，凱文看了再次調侃。艾蓮娜抓小班的手拉進實驗室，小玟和凱文跟進去。艾蓮娜介紹她對晶片的研究，小班讚嘆，但是小玟表示不安。小玟提到晶有多危險，艾蓮娜回答晶片也能用來幫助人類製造各種需要的東西，甚至整座城市。凱文說不值得這樣的風險，艾蓮娜回答沒有風險，展示自己的裝置給大家看。大量晶片飄浮在一個房間，艾蓮娜用機械手臂夾起其中一個再打開門，晶片要自己飛出來時就在出口被摧毀。艾蓮娜解釋她的力場護盾讓晶片無法離開。凱文拿出小班之前撿到的晶片問艾蓮娜，艾蓮娜觀測以後說這不是她的。小玟問那還能從哪裡來，小班說這是必須查明的並且對艾蓮娜說他們需要她的幫忙。艾蓮娜說自己樂意幫忙但是在這裡的工作太重要，然後提議小班留下來幫她，可以改變整個世界。凱文拿起晶片說這不是個好方法，小玟說小班沒時間在實驗室。小班站著發呆，到小玟叫他兩次才有反應。小班跟著小玟和凱文離開，艾蓮娜望著小班離開的身影。 小玟和凱文在漢堡店「漢堡堡」。小玟提到艾蓮娜的晶片太危險，凱文指的則是在小班和艾蓮娜的關係中艾蓮娜是個問題。艾蓮娜讓別人認為她關心他們，可是一旦他們開始關心艾蓮娜，她就跑掉了。凱文說這種類型自己看過多次，小玟瞪凱文，凱文說這是從朋友聽來的。小玟微笑一下，神情又轉為嚴肅。維多‧華力達出現在漢堡店外，然後化為一堆晶片飛上天。小班在家做功課，漢堡和飲料放在桌上的書本旁邊。電鈴響起，小班開門看到茱莉。茱莉說她只是路過，如果小班在忙沒關係。小班讓茱莉進屋，茱莉說小班看來不太舒服。小班說好像答案在身邊又看不到，茱莉問是不是哪個案子，小班回答是晶片。當小班要拿晶片給茱莉看，想起晶片在凱文那裡。小班在離開前和茱莉約好隔天晚上在一起，茱莉接受。小玟和凱文在漢堡店外受到維多‧華力達的攻擊，小班開車趕到看見被扔到地上的凱文。小班變身水霸天攻擊維多‧華力達並救下被抓住的小玟，維多‧華力達化為大量晶片從人孔蓋逃進下水道。小玟對小班說對方攻擊的是她和凱文而不是小班，覺得沒道理，凱文接著說還有其它事也沒道理。Ben 10團隊抵達墓地找到維多‧華力達的墳墓。凱文打算挖開墳墓看維多‧華力達是否在裡面，小玟用天能感應後說墳墓裡面的確還是維多‧華力達。艾蓮娜出現說她可以告訴他們那件事。小班說以為她不幫忙，她說她改變主意。小玟說艾蓮娜有重要的研究，她回答朋友也重要。Ben 10團隊和艾蓮娜集合在雪泥大王。小玟問為什麼晶片會變成艾蓮娜的父親，艾蓮娜說是習慣，它們會知道之前所攻擊的。小班問它們想要什麼，上次它們想要接管一切。凱文說它們想要殺他，小玟說還有她，小班說可是沒有自己。艾蓮娜問怎麼說，小班說它兩次從小班逃走。艾蓮娜說也許是怕小班的外星人，小玟說可是晶片為何不怕她會凱文，應該知道自己和凱文並非無力的。艾蓮娜刷她是科學家，不是偵探。凱文説現在要做偵探的工作，問小班要不要一起去。小班說等一下還要和茱莉見面，需要找間沒有洞的餐廳。凱文和小玟上車離開。 小玟在路上問凱文是否看到小班提到茱莉時艾蓮娜的表情，凱文說這只是女孩的習慣，可以利用這一點互相一再玩這種遊戲。小玟瞪凱文，凱文說是他的朋友說的。小玟問是哪些朋友，凱文回答是不再看到的。抵達維多‧華力達的實驗室，小玟問回來這裡做什麼，凱文說他知道一些關於這裡清潔工的事。老猴走過來問凱文想做什麼，凱文大喊要知道老猴到底是什麼人。凱文說老猴知道他在說什麼，老猴說凱文瘋了。凱文伸手摘下老猴的假髮，老猴跌倒撞倒水桶。凱文說等到老猴醒來，一切都會清楚。小玟問凱文是否確定，凱文回答絕對是這樣，他在電視上看過。小玟說不要是和卡通狗有關係。茱莉在漢堡店外面看到人群聚在那裡，然後往旁邊的巷子去找小班，大量的晶片往茱莉蜂擁而上。 小班開車抵達漢堡店，問那裡的人有沒有看到茱莉，對方告訴小班之前茱莉跑過去的地方。小班走過去找茱莉，看到地上有一枚晶片。艾蓮娜在實驗室觀察晶片，聽到急促的敲門聲。艾蓮娜開門親切呼喊小班，小班一言不發滿臉怒容走進去。艾蓮娜問發生什麼事，小班說自己找到另逼枚晶片並拿出來。艾蓮娜用儀器掃瞄那枚晶片，說那也不是她的。小班要求證明，要拿來和艾蓮娜的晶片比較。艾蓮娜別過頭去說話，小班打斷並大聲質問艾蓮娜這些晶片是不是都一樣，艾蓮娜低下頭承認。小班說艾蓮娜學會怎麼控制晶片，還試圖除去在她和小班之間的所有人，這就是為什麼它們試圖殺死小玟和凱文卻不和小班作戰。艾蓮娜承認自己在晶片的事說謊，但其它不是真的。一些晶片逃出力場護盾，但是她沒有想到造成任何傷害。小班說她有想到，艾蓮娜說對不起。艾蓮娜說自己自私，不想停止工作去尋找它們，因為這對艾蓮娜而言就像世界末日。艾蓮娜說如果小班想要，她願意幫忙處理。 凱文在老猴醒來後繼續問他，他說自己只是個清潔工。凱文拿出假髮要他解釋，他說是用來遮醜的並將假髮帶回頭上。小玟建議凱文道歉，凱文不肯並堅持老猴一定知道某些事然後抓起他，小玟說難道是因為電視節目。老猴說自己什麼也不知道，他的工作是幫維多‧華力達清理實驗室，然後是幫維多‧華力達的瘋狂女兒搬運設備。小玟問為什麼認為艾蓮娜瘋了，老猴說艾蓮娜用「We」、「Us」自稱，像是自以為英國女王。老猴走開後，小玟說那是奈米女王。凱文說女王應該死了，小玟說女王萬歲。 小班在實驗室對艾蓮娜談到茱莉，艾蓮娜問茱莉怎樣了。小班說沒什麼，茱莉一定是改變原本要再見到小班的想法。櫃子裡面，被綁起來並蒙住嘴的茱莉正在掙扎。艾蓮娜闔上行李箱，對小班說自己樂意和小班在一起。小班說是在一起工作，艾蓮娜回答不會總是在工作。艾蓮娜逐漸把自己的臉湊近小班的臉，雙眼逐漸閉上。小班的臉稍微閃避一下，眼皮逐漸垂下。傳來撞擊的聲音，小班睜大眼睛轉身尋找聲源，艾蓮娜也睜開眼睛並想要阻止小班。小班繼續前進，艾蓮娜外形突然改變，用不同的聲音要小班別去。小班看到變形的艾蓮娜，明白一切都是她造成的。一些晶片藏在艾蓮娜體內，小班之前摧毀的是被製造出來誤導小班的假女王。小班要艾蓮娜別被控制，艾蓮娜表示自己沒有被控制，它們就是自己。晶片給艾蓮娜想要的，滿足她最深的欲望。她把手放在小班臉上說也可以滿足小班最深的欲望，並釋出晶片變成一輛車，再對小班說什麼東西都可以給小班。小班仍然要去找茱莉，艾蓮娜就讓那些晶片飛到小班面前變成維多‧華力達的模樣阻擋小班。小班要求艾蓮娜住手，但是艾蓮娜說那些晶片照她想的活動，而她不會停止想要那些事。小班變身犰狳金鋼打飛晶片複製體再打破櫃子的門救出茱莉，晶片複製體又自我複製從一個變成三個。小班打擊地面將三個複製體震退，小玟和凱文也開門進來。凱文對小玟說現在起可以叫他「Sherlock Levin」。 複製體發動攻擊，小玟和凱文也加入戰局。小班被觸手抓起拋出，剛好落在艾蓮娜後面。凱文被複製體的觸手抓住舉起，小玟則以天能的防護罩居守勢。小班要求艾蓮娜住手被拒絕後衝向艾蓮娜，艾蓮娜伸手對小班放出晶片。晶片覆蓋小班上半身讓他無法行動，甚至無法呼吸。茱莉動手為小班剝除晶片，轉頭問艾蓮娜這是否是她要的。艾蓮娜雙手抱頭說必須如此，茱莉回答艾蓮娜是不會想要這樣。艾蓮娜說無法停下來，茱莉回答這代表艾蓮娜不曾真的關心小班。艾蓮娜表示自己是真心的，茱莉說如果那是她的一部分，難道不能停止這些，並指向被晶片覆蓋的小班。艾蓮娜看看小班後往前走去，茱莉繼續用手為小班剝除晶片。艾蓮娜鍵入密碼打開晶片隔離室的門，控制隔離室內的晶片都撞在力場護盾上摧毀。茱莉開口要求艾蓮娜不要，艾蓮娜轉身微笑一下再走向力場護盾然後消失，覆蓋在小班身上與攻擊小玟和凱文的晶片也散落在地。小班走到隔離室前，茱莉說那不是艾蓮娜，晶片很久以前就帶走她。小班說自己的朋友留下來的部分救了他，然後表示向艾蓮娜道別。實驗室外兩部汽車離開，空無一人的實驗室內散落在地上的晶片又聚集起來。 - 刪節片段：中文版小玟和凱文再次前往維多‧華力達實驗室的路上，凱文說的話被刪減。艾蓮娜在實驗室準備和小班出發時要吻小班時，過程被刪去後段。 - 翻譯差異：凱文在逼問清潔工提到電視上看過的方法，小玟說的「卡通狗」暗示「叔比狗」的典故，但是中文版小玟的對白只是說凱文白目。小班和晶片戰鬥而凱文趕到支持時，凱文自稱「Sherlock Levin」，中文板只是稱「凱文大神探」。 |                |                                  |                     |                     | |
| 27 | 28             | The Creature From Beyond         | 異域魔獸            | Season 2 -Epsode 07 | 2011/12/4 9:00 |
| 一個未知生物造成幾個永恆武士成員失蹤，Ben 10團隊前往調查遇到永恆武士，雙方暫時停戰並合作調查。 詳細劇情 :在老人之家內，一位被稱為「老喬治」的老人坐在輪椅上，左手握著硬幣，盯著電視看。另一邊，兩個永恆武士和一位侍從站在牆壁前，牆上有個大型印記。侍從對於要做的事表示不安，但是那兩個永恆武士堅持要取出他們認為藏在裡面的外星武器。機器啟動以後，光束逐漸切開印記的部分，可是隨之由內部透出的強光讓侍從看了感到不對勁往外跑。同時老喬治覺得自己感應到什麼，看了手上的硬幣以後離開輪椅不見蹤影。 Ben 10團隊凌晨抵達事發現場調查，找到強上的印記和天能的波動有關係。塞路斯爵士帶著永恆武士和之前的那名侍從出現。小班問對方是屬於尤里安、派屈克還是永恆魔王（崔斯可），塞路斯回答他和那些人不同，他自己才是走真正的路。塞路斯指控是小班他們破壞封印，侍從想要說話被他阻止。永恆武士對Ben 10團隊發動攻擊，小玟展開天能護盾擋下並向前推開永恆武士，凱文拿起其中一具頭盔吸收材質參戰。塞路斯拿槍指小班要大家住手，然後要求小班舉起手，小班就舉起雙手再觸碰Ultimatrix變身神力暴龍。不過小班在變大過程中撞到永恆武士之前留下的鑽頭。小班搶下塞路斯的武器抱怨說自己在半夜到這裡撞到頭，塞路斯又煩他。塞路斯下令停火，小班變回來將武器還給塞路斯。小班說他們自己是為了永恆武士造成的問題而來，如果對方要解決就好，否則站到一邊去。侍從上前對塞路斯解釋那不是Ben 10團隊造成的，塞路斯表示要查出真相。小玟問是誰製造牆上的東西，侍從告訴她是十七世紀前的永恆武士。侍從自己在翻譯，但是還沒完成。小玟說自己也許能幫忙然後報上名字，侍從也報上溫斯頓，是瑞吉諾爵士（Sir Reginald）手下。凱文站出來隔在小玟和溫斯頓之間，指著牆上問發生什麼事。溫斯頓回答這是要用雷射切開印記引起爆炸。小班走上前觀察縫隙，說裂縫像是從裡面出來。塞路斯回頭問溫斯頓發生什麼事，溫斯頓回答自己不確定，能量上升的時候自己逃走了。凱文說沒人要當英雄，挨了小玟一記肘擊。小班問連永恆武士都不知道裡面有什麼，塞路斯說有些記錄已經散失，溫斯頓則說瑞吉諾爵士認為裡面是某種能捕捉外星生物的武器。小玟施展天能，往印記走過去。感應後說她不認為是和科技有關，那印記被注入魔法。塞路斯抗議說永恆武士不用魔法，小玟說那麼其中之一用了。一個武士走過來在塞路斯耳邊低語，塞路斯說警察報告幾個區發生失蹤事件。小班說去檢查。小玟說自己應該和溫斯頓留在那裡翻譯牆上的描述，凱文反對。小玟瞪凱文，凱文說需要戰力。小玟說也許該找其他水電工支援，小班說凱文有自己的見解。塞路斯說他們將一起狩獵。 凱文的車跟在永恆武士後面行駛。小玟對坐在旁邊駕駛的凱文批判他粗魯，凱文反問是不是指侍從的事，小玟補充侍從的名字「溫斯頓」，凱文只是笑，說自己不能再打擾他，他不夠重要。小玟笑著盯凱文說嫉妒，凱文回答是為了笨名字、笨長裙還是笨連衣裙，小玟說那是束腰外衣。小班提醒該停車，於是車停下，三人出來和永恆武士會合。塞路斯說他們偵測到外星人，小班檢查Ultimatrix表示它沒有興趣。三人跟在永恆武士後面，然後看到一隻沒見過的生物抓著一個警察。小班要那隻生物放開警察，那生物把頭對著小班。塞路斯下令開火，小班大喊不要。小玟用天能在那隻生物前展開護盾擋住永恆武士的攻擊，小班變身沼澤火用藤蔓奪走永恆武士的武器。塞路斯回頭將武器對著小班，小班對塞路斯噴火逼他丟下武器。小班說自己說不要的時候就是不要，凱文說不可以打那個傢伙，塞路斯說他看來已經死了。小玟往那生物前進並在途中展開天能護盾抵擋那生物放出的光束，用天能打擊那生物以後試圖救出被觸手抓住的警察時反過來被警察抓住。生物另外伸出兩隻觸手吸附小玟頭部兩側，小玟尖叫以後表現出已經被生物擄獲心智的模樣。凱文吸附金屬，並且用變形成刺球的手連續攻擊那生物。那生物放開小玟和警察，小玟說不要讓它碰到。那生物伸出觸手吸附到凱文頭部，抖動幾下又放開。生物試圖向前衝，受阻於小班不斷投擲的火球。生物蜿蜒行進繞開小班，撞倒永恆武士以後逃脫。小班變回來，說看起來沒有什麼可以逃走的。小班回頭確認小玟和凱文的情況，小班和小玟都注意到那生物不能心靈控制凱文。這時傳來塞路斯在呼叫溫斯頓的聲音，發現溫斯頓不見了。小班撿起溫斯頓的袋子說那生物抓走他了，小玟說那種生物自稱路庫布拉。塞路斯說他的人被邪惡生物抓走，指責是小班的錯。 小班和小玟坐在凱文的車頭上，凱文則靠著車頭站。小玟說當時非常糟，可以感受它在腦袋裡到處顯現。小班問是什麼，小玟回答凱文的攻擊中斷連結，凱文回答不客氣。塞路斯說找不到那隻野獸的蹤跡，指責小班的介入放走了它。小班回答塞路斯他沒有因為射擊警察而入獄。塞路斯說小班不懂，小班說他懂，那警察能回去陪家人而且他們還有機會抓到壞蛋。小玟要永恆武士的資料進行調查，塞路斯拿起溫斯頓的袋子說這有溫斯頓得到的筆記和圖片。小玟說會盡力而為，塞路斯說他確定會，稱小玟女魔法師。小班提議兵分兩路，永恆武士往北，他們自己往南，塞路斯同意。凱文對塞路斯說在他們三人到那裡以前不要行動，塞路斯說如果他的侍從陷入危險，他會做所有需要做的。永恆武士駕駛載具飛上天空，路庫布拉抓著失去意識的溫斯頓在一棟樓房頂樓往下看再離開。小班變身的水晶奇俠在空中飛行，一邊和坐在凱文車裡的小玟聯絡，小玟用魔法翻閱溫斯頓的筆記。小玟回答筆記看來沒什麼用，最多就是第一批永恆武士在一千七百年前，是永恆武士的高層。溫斯頓闖進遺跡，他認為那裡有外星科技。小班回答那是個怪獸監獄，應該要把那生物困在那裡。凱文說他們打開門讓它出來。小玟把牆上印記的照片調到眼前，說不認為那是寶庫門，應該是個用來防止惡魔在兩個世界穿梭的混合印記。凱文問小玟提到的惡魔，小玟說路庫布拉是另一個象限的生物。小班說知道該去哪裡找，凱文說小玟也許可以追蹤溫斯頓，小玟發動天能感應。小玟從腦海看到印記的景象，包括永恆武士破壞印記。凱文問小玟是否找到他們，小玟說她意外和路庫布拉重新連結。凱文問她是否還好，小玟說可以看到它逃到印記處。小班說還有溫斯頓，小玟說也有感應到他在羅帕街和豪索街交叉口。小班接到小玟的訊息轉向飛行，塞路斯看著追蹤裝置。塞路斯說他放在溫斯頓袋子的追蹤器有反應，下令追上去。塞路斯宣布殺了那隻野獸，然後和小班的休戰協定終止。以第一批永恆武士之名發誓，要終結小班的性命。 凱文的車在一間倉庫附近停下來。凱文和小玟下車，小班也降落恢復原狀。小玟用天能突破鐵絲網，三人到倉庫門前。凱文吸收鐵捲門材質握拳，小玟反問凱文能不能不要用核子選項。小玟用天能製造階梯帶小班和凱文往上爬，從三樓窗口看到路庫布拉的觸手抓著四個人。凱文說真是個錯，小班說要進去了。可是小班在叫小玟的時候，小玟兩眼發直對小班沒反應。小班搖晃小玟的時候，小玟眼睛正泛綠光，然後昏迷。小玟原本佈下的天能階梯消失，三人一起掉下去。小班變身異形怪，落地時接住另外兩人。小班變回來，凱文扶小玟的雙肩問她是否還好。小班說當然不好，她沒有抱怨異形怪多噁心。小玟說感覺路庫布拉又在她腦袋裡，路庫布拉會吸取心智為食然後什麼都不剩。小班說要去救那些人，凱文要小玟留下來等。小玟說可以照顧自己。凱文說她已經被控制兩次，小玟說她都擺脫了，凱文說如果發生第三次而她無法擺脫怎麼辦。小玟說自己可以的，凱文先說自己又改口說大家承擔不起失去小玟，因為團隊。小玟的語氣猶豫一下，要小班幫她一下。小班對小玟說可以繞到後面去，只有在他們陷入麻煩才加入。小玟就走到建築另一邊。凱文讓雙手吸收鐵捲門材質，小班變身犰狳金鋼。小班打破牆壁，和凱文一起闖進去。溫斯頓、警察和兩個永恆武士向兩人走過來，看起來沒有自己的意識，眼睛都泛綠光。小玟在外面聽到小班勸他們後退，再來是打人的聲音以及凱文說話。小玟說等夠了，塞路斯帶永恆武士出現。塞路斯說讓小班和凱文削弱那個生物，小玟回答要去幫朋友。塞路斯說小玟要先通過他們，小玟回答她就是希望塞路斯這麼說。 門從外面被打破，包括塞路斯在內的永恆武士摔進去，小玟手上還有天能的光芒。小玟向前衝去，凱文要小玟離開，然後一個被控制的永恆武士撲倒凱文。路庫布拉面對小玟，小玟又被控制。小班變身核鋼君，用能量光束射擊路庫布拉。路庫布拉倒下時，小玟也跟著蹲下來。路庫布拉再爬起來撲向小班，小班用力將路庫布拉甩開。凱文擺脫那些被控制的人，跑到小玟旁邊。凱文產生一片金屬蓋在小玟頭部前方，說防止小玟被控制。小玟對小班說需要一個深的大洞，小班站到箱子上從高處向路庫布拉發射能量光束。地面被打出一個深的大洞，路庫布拉就在裡面。小玟站在洞旁邊，用天能塑型為之前印記的模樣將洞蓋住。地面變回原來平坦的模樣，原本被控制的人都倒下。凱文檢查其中一個永恆武士的眼睛，說他們沒事。溫斯頓先爬起來，小班恢復原狀。小玟幫溫斯頓站起來，溫斯頓說試著找到它，凱文要溫斯頓自己回去。塞路斯和其他永恆武士站在一起，對溫斯頓說站離開那外星人渣。溫斯頓站開，小班對凱文說塞路斯是指他和小玟、凱文。凱文說畢竟那是對彼此的意義。塞路斯問小玟是否摧毀那隻野獸，小玟說是送它回到來的地方。小班問還有什麼問題，塞路斯說沒有。工作已經完成，停戰協定仍然有效。小玟說除了他們伏擊她的部分，塞路斯稱小玟「誤解小姐」，說這不是最後一次。塞路斯說當他們下次見面，小班打斷說他們知道永恆武士復仇的權利，然後表示自己想回去睡覺。塞路斯揮手，包括溫斯頓在內的永恆武士都和他離開。凱文看小玟目送，對小玟表示大家明白溫斯頓可愛。塞路斯警告溫斯頓不要和敵人調情，他們是外星子孫。其他永恆武士都離開，溫斯頓站在原地眼睛泛綠光，然後搖搖頭綠光消失後跟上去。 原本封印路庫布拉的山洞，老喬治走向有封印的牆。喬治眼睛下垂看著被破壞的封印，然後低下頭。最後又抬起頭來，轉身離去。 - 翻譯差異：中文版把在山洞對話提到的「尤里安、派屈克還是永恆魔王」稱為「圓桌、聖戰還是永恆武士」。原文的「Sir Cyrus」被中文版稱「塞路斯王」而非「塞路斯爵士」。                                                                               |                |                                  |                     |                     | |
| 28 | 29             | Basic Training                   | 基本功特訓          | Season 2 -Epsode 08 | 2011/12/11 9:00                                                                                                   |
| 小班、小玟和凱文都被要求到水電工學院受訓。 詳細劇情 :Ben 10團隊逮捕了非法交易三級科技品的卓比象人銬上能量銬環，在將他移交給天工會的時候被告知他們的基礎訓練沒有完成，要到水電工的2814特訊學院報到。在天工會的太空船上，認識新學員泰克。他對小班的英雄事蹟相當尊敬，伸長脖子對小班頭碰頭來表示。小班表示他以為那是超慢速的撞頭。 到水電工學院遇上第一小隊，他們的領袖布蘭根對泰克和小班都相當粗魯。小班想要變身神力暴龍，被凱文阻止。Ben 10團隊和泰克同一組，抵達自己的宿舍。保安官浩卡前來，同樣不在乎小班的身份，大聲宣告學員們在這裡該做的事。小班問到浩卡只別一枚獎章，沒有得到回答。 進入訓練課程，四名學員被要求組裝自己的12型塔卡多里安萬用雷射槍。凱文最快組裝好，其次是小玟。小班看到泰克的電池盒滑落到櫃子底下，變身四手霸王抬起櫃子。浩卡出現警告小班手冊提過不能用超能力，小班變回來答話。進行射擊時，凱文和小玟都有不錯的表現。小班無法擊中標靶，就變身沼澤火直接燒掉整個標靶，又被浩卡逮到。 進行熔合手榴彈的投擲課程，泰克按照浩卡的指示操作，手榴彈卻仍然粘在泰克手上投不出去。浩卡上前操作，並要其他人都退後，但是手榴彈仍然無法投出。手榴彈爆炸了，小玟展開的天能場保護自己和凱文。泰克和浩卡沒事，原來是小班變身飛毛腿為他們解除危機。浩卡對小班表示已經要他退後了，而且小班又違反不准用超能力的規定。浩克不願回答是誰動手腳，但是小玟認為浩克一定知道什麼。晚上小班拉泰克一起在睡覺時間出去。結果浩卡來叫大家時泰克睡眼惺忪，小班還躺在床上。為了違規的事，整組都要進行實戰演練。內容是救出人質，並且以號稱從未戰敗的第一小隊為假想敵。 實戰演練開始，小班想要變身，小玟提醒要學以致用。小班被以槍法太差留在原地，凱文、小玟、泰克衝出去。他們三人不久都中了埋伏棄械投降，布蘭根正在得意時小班持雙槍一邊射擊一邊往前衝，布蘭根被浩卡提醒才回過神。小班敏捷躲開第一小隊的攻擊，小玟和凱文趁機反擊。小班丟掉雙槍，變身鑽石戰神衝向布蘭根。布蘭根拿槍指著代表人質的人偶，小班繼續前進先後搶過布蘭根k的槍和人偶丟開再把布蘭根拋出去。浩卡宣佈測驗終止，先責怪布蘭根分心，再說小班用了超能力還讓人質遇害而失敗。小班向浩卡爭論這和現實不一樣，如果看不出來就是浩卡瘋了。之後Ben 10團隊連同泰克這一組都在用牙刷刷地板，傳來一聲巨響後跑出去查看。浩卡的房間門口起火。 小班變身旋風神龜用強風將火撲滅，大家進去後凱文從散落的殘骸找到熔合手榴彈的碎片。浩卡抵達，凱文將碎片交給浩卡。小玟說浩卡知道什麼，浩卡只回答要他們清完自己房間再來清這裡。小組在房間討論誰想殺浩卡，認為布蘭根可疑。當布蘭根跟著浩卡時，發現跟蹤自己的小玟，隨即小班、凱文、泰克也出現包圍他。布蘭根解釋浩卡拒絕隨身護衛，所以他想要保護浩卡安全。沒多久浩卡就被逃犯庫拉攻擊，而且浩卡試圖抓住他也被掙脫。小班變身四手霸王衝上去，被庫拉打倒。庫拉抓起泰克，要浩卡照他的話做才不殺泰克。庫拉用虛無零界投射器打開通道連接到太陽，要浩卡跳進去。浩卡往通道走去，小班觀察一下四周對泰克說向庫拉表示尊敬。泰克聽出小班的意思，脖子伸長撞庫拉的下巴讓自己脫身。可是泰克幾乎掉到虛無零界通道，用手抓住邊緣地面。浩卡跳上前先把庫拉打倒，再回頭抓住泰克。庫拉要上前攻擊，小班用撿起來的繩槍套住庫拉。庫拉用力拉繩子，小玟、凱文、布蘭根則上前幫小班的忙，不過庫拉的力氣還是持續將他們拉過去。浩卡從庫拉身旁推庫拉，讓庫拉掉到虛無零界通道。通道消失，小玟問浩卡是把庫拉推到太陽。浩卡回答他將路徑重設到監獄，因為天工會是執法者，不是法官。 大家在整理行李的時候，小玟說不敢相信自己只拿九十八分。小班說差點就一百。凱文說七十二分就算及格，他也拿到了。小班被凱文問到分數時回答九十五分，自己並沒有特別注意，小玟說這樣她的九十八分對她缺乏說服力。浩卡走進來宣佈他們是水電工，泰克手上拿一枚天工會徽章。小班問浩卡是不是來感謝他救了自己一命，浩卡對他們說返鄉船的時間，然後拿下自己的獎章配在小班胸前再離開。泰克看那枚獎章說是表揚小班在演習時的能力和創造力，凱文說這算是對小班道謝了，小班微笑用手托起獎章看。 - 翻譯差異：第一次在宿舍遇到浩卡教官，小班在浩卡離開後說他需要遠離咖啡因，中文版對白只說：「他可以再HIGH一點沒關係。」 |                |                                  |                     |                     | |
| 29 | 30             | It's Not Easy Being Gwen         | 小玟真命苦          | Season 2 -Epsode 09 | 2011/12/18 9:00                                                                                                   |
| 以小玟的觀點看自己的一天。小玟除了要保護世界免於威脅，還要兼顧課業、幫家人的忙，以及處理和朋友之間的關係。要兼顧每件事並不容易，小玟還是做到了。 詳細劇情 :大型變種蛙吞噬公園樹上的松鼠，騎在上面的董悟博士示意變種蛙安靜。董悟博士檢查袋子裡一個標有輻射標誌的罐子，騎變種蛙前進一段距離後判斷已經擺脫追蹤者。但是隨即被凱文、小玟和變身寒冰幽靈的小班包圍。小班用冰困住變種蛙的腳說青蛙不喜歡寒冷，變回原形說結束了。董悟說他們以為那只是一隻大青蛙，凱文說是大冷凍蛙。變種蛙發熱，掙脫冰塊帶董悟逃走了。小班開車載小玟到小玟家門口，對小玟說那令人尷尬。小玟說看下次，小班說明天檢查貝爾市的廢棄倉庫或寵物店，小玟回答到處找找。小班的車離開後，小玟打了一個呵欠。小玟進房間的時候，床邊櫃上的電子鐘是3:07。小玟趴到床上時，電子鐘剛好變成3:08。當小玟被叫醒的時候，已經是5:30，小玟用枕頭蒙臉發出一聲低嚎。 小玟低嚎以後，伸手按下電子鐘並起床。小玟換了衣服並穿上運動鞋，配上隨身聽出門一邊晨跑一邊練習法文。回家後，小玟一邊洗澡一邊用錄放音機繼續練習法文。之後小玟一邊收好自己要帶出門的物品，繼續一邊用隨身聽練習法文。小玟下樓以後，坐在桌前的娜塔莉揮手找小玟過去，要她幫忙寫家族聚會的邀請函。邀請函最晚隔天就要完成，小玟說可以列印，但是娜塔莉堅持對親人應該用手寫。小班和馬克沒有受邀，因為娜塔莉對小班的餐桌禮儀和馬克的飲食習慣有意見。娜塔莉出門的時候，小班剛好到門口。小班提醒小玟董悟的事以後看到小玟在寫邀請函，說看起來小玟可以在派對的事接受幫助，小玟笑說她可以。小班說可以不用邀請他，走回門口，拿了一顆蘋果邊啃邊走。小玟繼續寫邀請函，看看時鐘的時間已經過了7:40，嘆了一聲。小玟又接上隨身聽，邊聽法文邊繼續寫。小玟說沒空吃早餐，還得趕到學校。小玟拿出咒語寶典施法，原本的筆就開始自己書寫邀請函。凱文打電話來，小玟在和凱文說話的時候那枝在書寫的筆讓邀請函燒起來了。等小玟回頭看，發現桌上所有的邀請函都在燃燒。小玟趕緊滅火，並在聽到門外汽車喇叭聲以後拿起背包跑出去。 小玟到了學校，在走廊上邊走邊練習法文。小玟在開置物櫃的時候被叫住，是愛莉將一個貝果拿給她說是當早餐。小玟和愛莉說話的時候，來了一個男生向她借作業，小玟將作業拿給他並吩咐他不准抄。愛莉對小玟提到自己晚上5:15有個鋼琴發表會，小玟答應會參加。上課鈴聲響起，小玟除了在教室上課，還有體育課的攀繩，再來又是在教室考試直到鈴聲響起。小玟配戴隨身聽，一邊在人行道走動一邊練習法文。來了一輛汽車停在小玟旁邊，打開門是凱文，說小玟沒有給他回電。小玟上車提到自己在家裡有事要處理，看到凱文身上衣服破爛，凱文說找到董悟。 凱文談到巨大青蛙，不是開玩笑。小玟說小班檢查寵物店是對的，凱文說小班可以在自己想要的任何時候離開學校。電話打來，小玟拿起電話先遮住再對凱文說不知道也能在寵物店買到青蛙，凱文說當蛇的食物。小玟把電話拿到耳邊，說自己在回家路上，聽到關於弄髒的事。小玟說會在小班之前把事做好，娜塔莉在電話中繼續抱怨。小玟說凱文沒有到學校，她不要凱文在沒有她的情況下對抗董悟。凱文問小玟知道那件事，小玟對娜塔莉說要走了然後掛電話。 小玟坐在桌前繼續寫邀請函，說自己不需要講但是貝爾市只有兩所高中。她自己一所，小班另一所，而她注意到凱文沒有到任何一所。凱文坐在床邊說自己在虛無零界有好久的時間，當他離開時已經不是五年級程度了。小玟說她知道凱文有多聰明，全銀河的高科技可以讓凱文憑自己的手分解和重建。凱文站起來看窗外說這些都是物品。小玟說凱文會應用數學、知道歷史、在監獄幾乎讀完所有的書，也許凱文可以去獲得高中同等學歷。凱文問是否在說GED，小玟回答沒錯，現在知道凱文需要做什麼並問要如何學習。凱文說總是為另一個計畫提供機會，小玟說如果當初她要輕鬆就和祖母離開，她不要任何人失望。凱文微笑和小玟兩人要牽手時，小班變身的魟人出現在窗口叫住他們。小班下方有大量的巨蛙在移動，小玟要幫忙被凱文推辭，桌上的電話又響起來。凱文準備去幫小班，小玟拿了一枚垂飾給凱文並告訴他可以在緊急的時候聯絡。但是咒文不要唸錯否則就見不到，凱文回答晚上就可以見面。和娜塔莉通話的時候保證邀請函會弄好，看到電子鐘時間12:45，低嚎一聲再拿回電話說要回學校，考試不能講電話。 小玟在考試的時候，把記憶的法文唸出來，被老師要求安靜。窗口傳來小班的聲音，小班變身的神力暴龍在和變種蛙纏鬥，同學們往窗口看。小玟對小班說用腳用力踹陷入泥淖，然後關窗回到坐位繼續考試。老師則用手摀頭。下課後來了一個老師將一本書交給小玟要她幫忙上代數，提到自己的車被巨蛙破壞並抱怨有時候奇怪自己住在貝爾市。愛莉靠過來問小玟要不要午餐，給了小玟一罐優格。下午小玟在黑板寫數學運算，傳來娜塔莉的電話，小玟選擇忽略。在小玟的下課時間，看到坐在樓梯口的同學在看電腦，螢幕上顯示董悟正在宣布他的威脅內容。小玟在空手道課結束後，到校門口和愛莉見面。愛莉說她距離她表演還有一小時，演奏的是蕭邦的即興幻想曲。小玟說她還有邀請函與凱文有事，愛莉提到她練了幾個月。小班變身的蜘蛛魔猴跑過來並變回來，對小玟提董悟的事不能沒有她。 愛莉對小玟看起來不跟她走感到不悅，小班對愛莉說董悟要奪取世界。愛莉說知道接下來會怎樣，和小玟到一邊說話。愛莉說她和小玟從幼稚園就是朋友，而小玟宇宙到處飛。小玟問這是否和愛莉與小班之間的事有關，愛莉說並不是她恨小班。小班走過來說就是一次約會，何必這樣。愛莉對小班說小班將她留在廣播塔頂端，小班回答那是為了她的安全。愛莉再強調是離地200英呎高，小班說她不會掉下來，小班網住她。愛莉轉頭對小玟說她的確恨小玟的堂親，但小玟是對的，那不是她所考慮的原因。愛莉自己推輪椅離開，小玟跟上去。愛莉說小玟總是有別的事要做，那她自己在藝文學院也可以沒有小玟就把事做好，小玟也可以丟下她。小玟說她不會，愛莉停下來說不是出於自己的選擇，但他們兩人一再等待多少遍，而且不同的學校沒任何幫助。小玟說她現在不了解有多重要，愛莉說小玟不了解。小班追上來問小玟要不要跟他過去，小玟答應。 凱文被董悟騎乘的變種蛙舌頭纏住並往地上摔，還有更多變種蛙接近。凱文努力踢開兩側靠近的變種蛙，但自己還是被董悟本人騎乘的變種蛙舌頭拉到空中，從小玟收到的垂飾也掉落。董悟對凱文說在這最後，凱文倒在他面前，全世界也將如此。小玟和變身轟天雷的小班趕到，董悟說太遲了。旁邊一座建築物的砲管伸出來，董悟說他被水電工抓起來的時候計畫報仇，但他提到整個地球時被小班打斷。小班用轟天雷的滾動能力向董悟衝過去。 音樂廳內已經坐了大量聽眾，愛莉到鋼琴前面，聽眾席傳來鼓掌聲。愛莉在開始前看了聽眾席，小玟的位置是空的。愛莉垂下眉毛，閉上眼睛後轉回鋼琴開始表演。在鋼琴聲中，Ben 10團隊也在和董悟與變種蛙交戰。小班將三隻變種蛙撞開，董悟親自騎乘變種蛙攻上去。小班變身的轟天雷被董悟騎乘的變種蛙踩進地下，凱文也被拋出去。小玟展開天能護盾抵擋變種蛙群的圍攻，戰況令小玟表現得越來越吃力。砲管發射光束往小玟掃過去，一陣爆炸後圍攻小玟的變種蛙倒地，小玟用天能護盾撐住。董悟離開變種蛙跑進建築物操作裝置，小班變身的轟天雷也撞進建築物。小班變回來，董悟趕緊繼續操作。砲管對準凱文，凱文站在那裡揮手並躲開變種蛙的舌頭攻擊。小班揪住董悟，發現已經要對凱文開砲了。小班跑過去，看到在煙霧散去後是小玟用天能護盾保護了凱文，但小玟也疲憊跪倒。凱文要查看小玟的狀況，被小玟看了一眼後轉身衝向董悟。董悟再調整頭盔，召來一隻變種蛙保護自己。面對重新騎上變種蛙的董悟，凱文將手化為刀上前攻擊，小班再次變身轟天雷。凱文斬斷纏繞他的變種蛙舌頭，董悟騎乘那隻變種蛙到處竄。在董悟抵達建築物頂時，小班已經變身終極轟天雷衝上來並從天空撞擊正面擊中董悟。變種蛙摔下來，但接著又用舌頭纏住小班拉過去摔，坐在變種蛙背上的董悟對他們笑。愛莉在台上繼續彈琴，小玟的位置仍然是空的。小班站起來，拉住變種蛙的舌頭高速自轉。變種蛙連同董悟被連帶轉動，董悟被拋離變種蛙。小玟走上前拿掉董悟的控制頭箍丟給小班，小班接住並變回來。凱文扛起董悟，小玟則看了自己的電話。愛莉的演奏結束，聽眾起立鼓掌。愛莉掃視聽眾露出欣慰的表情，小玟站在自己的位置前為愛莉鼓掌，看起來衣服有些破而且臉也弄髒了。愛莉露出欣慰的表情，小玟對愛莉眨一下右眼，愛莉出現笑容。 小玟回到家，對娜塔莉說已經在車上完成邀請函。娜塔莉說小玟的父親會回家吃晚餐，小班和凱文也會加入他們。娜塔莉問小玟今天如何，小玟回答就像媽知道的，和平常一樣，並在和娜塔莉擁抱時打了一個呵欠。 |                |                                  |                     |                     | |
| 30 | 27             | Ben 10,000 Returns               | 穿梭時空記          | Season 2 -Epsode 10 | 2011/11/27 9:00                                                                                                   |
| 為了對付幻空，矛盾博士帶來二十年後的小班。Ben 10團隊找到亞馬加頓魔盤，矛盾博士告訴他們只有破壞亞馬加頓魔盤才能阻止幻空。 詳細劇情 :距今二十年後的貝爾市，一棟大樓內傳來劇烈聲響與晃動，原來是幻空和班10,000在裡面交手。班10,000從高處跳下踢倒幻空，幻空發出的時光雷射被班10,000躲開在牆上打一個洞。幻空再次發射光束，班10,000躲開後看到被光束射中的東西快速風化損毀。幻空說他不是單獨來的，天花板被打破並落下幾名幻空的手下。班10,000用拳頭攻擊幻空手下，幻空手下打不過班10,000後紛紛拔出紅色光劍。班10,000逐漸後退，發現自己快要因為之前幻空在牆上打出的洞掉出大樓。幻空說有何遺言（last words），班10,000回答有兩個字給幻空並轉一下Ultimatrix喊出：「終極神力暴龍（Ultimate Humungousaur）！」後標幟移到胸口且體型變大，用兩個拳頭捶下去震退幻空。兩個幻空手下衝上被輕易掃開，班10,000壓下胸口的標幟，以相同模式取得極凍蜥蜴的能力，一樣沒有真的變身為外星人。班10,000從口中噴出寒氣，站在前方的幻空手下身體被困無法動彈。班10,000又使用火焰人伸手噴火，幻空對班10,000說自己已經花許多時間狩獵不同版本的他，所以對他的舉動都不會意外。班10,000問幻空過去做的事到底有何目的，幻空回答那不是他自己，而班10,000也不是班10,000。幻空又要發出光束，班10,000召喚時鐘王（Clockwork）的力量。雙方的光束打在一起，班10,000說自己也已經得到時間旅行的能力。班10,000的光束逐漸壓制幻空的，幻空被打中並在一道閃光中消失，幻空手下也紛紛消失。班10,000身上發出兩道閃光，胸口標幟也回到左臂。矛盾博士出現向他打招呼，他也回應。矛盾博士告訴他這離結束還遠，恐怕是開始。 小班在開車，小玟和凱文分別坐在前後座。小班的Ultimatrix收到不尋常的訊號，Ben 10團隊要追蹤調查。到達博物館，凱文用手指變鑰匙開門。小玟發動天能，小班則看著Ultimatrix的訊號。大家走到一個箱子前面，小玟說可能有密碼。凱文直接打破箱子，說沒有破壞博物館。小班上前拿開板子，亞馬加頓魔盤出現在面前。小班問小玟是否為某種魔法符號，小玟回答那不是她知道的任何語言。小班把左手放在盤子上，盤子發光讓小班縮手。盤子繼續發光放出幾個幻空手下，凱文和小玟對他們作戰。小班被壓住，努力按到Ultimatrix變身蜘蛛魔猴加入戰局。小玟將天能當鞭子使用，同時用天能和武術戰鬥並邊戰鬥邊喊叫。凱文問是不是在空手道學校學的，小玟回答是一些老電影。小班用黏絲把敵人困在地上，凱文抓起其中一個卻發現對方瞬間消失，接著所有的幻空手下也消失。小班變回來以後凱文說打敗了他們，小班說他們逃走而且不知道他們想要什麼，只知道Ultimatrix帶大家到這邊。 矛盾博士對班10,000說還沒贏，幻空沒有被摧毀。矛盾博士提到幻空前往班10,000年輕的時候，班10,000回答他要做些事，矛盾博士看一下懷錶說班10,000將準備好。小玟伸右手要觸碰亞馬加頓魔盤，小班抓住小玟右手並提醒之前的事。小玟再次伸手並觸碰到盤子，說接收到詭異脈衝波，幾乎像是感受到自己的天能。小玟對亞馬加頓魔盤施顯現咒，盤上出現她十歲時小班、小玟和馬克在一起的影像，小班說那是大家還是孩子的時候。凱文問小玟是否施咒顯示過去，小玟回答只是揭露秘密。盤上出現幻空發動攻擊的影像，小班轉頭問那是什麼再重新看影像說不記得有發生，小玟說她也是。盤子又發出亮光，小玟用手摀頭蹲下。凱文問是否還好，小玟回答施咒中斷，不知道為什麼。凱文說可能是什麼抹消小玟的記憶，小班說可能是什麼改變了歷史。傳來班10,000的聲音說猜得好，矛盾博士對班10,000說猜得好完全錯誤，班10,000回答錯誤但聰明。小玟看到矛盾博士，矛盾博士向大家打招呼。凱文問矛盾博士那位朋友是誰，小班則走向班10,000。雙方對看，小班想到並問班10,000。班10,000回答小班對了，他就是小班，然後伸手和小班握手說只是更厲害。 班10,000自我介紹，凱文說聽過他，是來自未來的怪人。班10,000說自己是不同的班10,000，但是他記得十歲時到未來的事。小班問班10,000是自己真正的未來，矛盾博士說是，也是把班10,000帶來的原因。小班說現在有麻煩。班10,000告訴小班自己當過地球總統，小班興奮，班10,000又談到擊敗入侵者以及小玟在處理每天的責任上比他更好。矛盾博士打斷談話表示讓他們自己發現未來，然後走到亞馬加頓魔盤前面說大家要把那個帶走，那是難題的源頭。 凱文駕駛噴射機老破車三號帶大家行進中，裡面小班變身的四手霸王和班10,000一起將亞馬加頓魔盤固定好再變回來。凱文問矛盾博士怎麼知道小班他們在未來遇到的不是現在這一個，矛盾博士說在穿梭時間旅行。小玟說像平行世界，矛盾博士表示完全正確。小班說這就是為什麼之前在未來看到的並沒有發生在現在這位班10,000，凱文和班10,000一起說可是這些都被記得。矛盾博士說如同小玟猜測，穿越時間產生於大家所知的平行歷史。有數以百計的世界，小玟找到Omnitrix的世界、阿貝多變成X超人的世界並因此受困一年、不需要摧毀Omnitrix就能擊敗魔賈斯的世界。這些世界都和目前的世界一樣真實。矛盾博士告訴大家亞馬加頓魔盤是許多世界的傳送門時，盤面上出現紫色光線。小班對班10,000說既然班10,000是從二十年後來的，那他們不會失敗。班10,000回答如果現在失敗，小班的未來也會被奪走。矛盾博士要凱文加速，整架噴射機震動，矛盾博士說地面再見以後就消失。亞馬加頓魔盤放出更多紫色光線後掙脫帶子懸浮並放出一群幻空手下。小班變身異形怪作戰，小玟投擲天能，班10,000則是在放出寒冰以後先後召喚蜘蛛魔猴和神力暴龍的能力。一個幻空手下投擲飛鏢打中控制台，機體開始劇烈晃動。班10,000跳機召喚魟人能力，在空中伸出雙手頂住機頭讓噴射機可以平安迫降。班10,000看自己背後是斷崖，說一天兩次，想一下又說二十年兩次。班10,000走向機門，小班和小玟已經下機，凱文下機說那些忍者被打敗以後就消失了。小玟看到班10,000說他讓太空船著陸，班10,000補充說從外面。小班問班10,000是怎麼不用變成外星人就使用外星人能力，班10,000回答自從在兩年前發現自己最好的變身就不再為這個問題困擾了。小玟看班10,000胸口標幟說終極班10,000，小班問怎樣得到那種力量，班10,000說小班有一天會自己想出來。凱文問為什麼要飛到這片沙漠，矛盾博士出現告訴大家要摧毀亞馬加頓魔盤。那些忍者是幻空的手下，幻空到各時間軸摧毀不同版本的小班。雖然不知道他的目的，他需要亞馬加頓魔盤進入這個世界，所以要摧毀亞馬加頓魔盤。由於規則，矛盾博士自己不能介入太多。 小班和班10,000分別站在亞馬加頓魔盤兩邊，準備動手。小班變身超巨人，班10,000召喚時鐘王（Clockwork），小玟則展開天能罩住自己、矛盾博士和凱文。小班和班10,000對亞馬加頓魔盤發射光束，不久兩人身上的標幟都出現紫色。凱文問這樣是否該發生，矛盾博士露出意外的表情高喊要他們停手，他們的力量建立了橋樑。小班和班10,000先後倒下，亞馬加頓魔盤釋放出幻空手下和幻空本身。小班的超巨人型態要阻止幻空，被幻空的光束射中而粉碎風化。 小班從超巨人的灰燼坐起，大家趕緊移動讓小玟的天能護盾也能保護小班。小班先變身沼澤火再變身終極沼澤火轟炸幻空手下，凱文也吸取石頭材質參戰，班10,000則召喚快閃之星的力量並快速接近幻空。幻空伸手擊飛班10,000，再向小班走去。幻空對小班發射光束，小班則製造植物牆抵消攻擊，並且在煙霧彌漫時趁機繞到幻空背後抓住他。小班質問幻空不斷攻擊的原因，幻空回答一條回歸為一的路徑，在所有的時間線。幻空將小班摔倒再發射光束，小班的沼澤火和終極沼澤火都被破壞。幻空準備對倒在灰燼的小班發射光束，被班10,000製造的大量鑽石牆擋住。幻空用光束攻擊班10,000，班10,000展開天能護盾擋住再召喚快閃之星能力救走小班。凱文和小玟還在與幻空手下交戰，小玟發動天能像漣漪擴散讓周圍的幻空手下都靜止不動。凱文要拿下其中一個幻空手下的頭盔，小玟說應該會噁心。拿下頭盔以後出現的是小班的臉，凱文拿掉其他幻空手下的頭盔，看到的也都是小班。幻空走向大家說他們發現了秘密，班10,000說幻空並非摧毀其他小班，而是吸收他們。幻空回答他成為他們的力量並讓他們成為自己的奴隸，只要吸收班10,000就能在這個時間線擁有限定一個位置的新身份，然後自己拿下頭盔露出班10,000的臉說自己會成為唯一存在的小班。矛盾博士出現在幻空旁邊說不會允許這件事發生，幻空回答矛盾博士無法介入而且自己知道原因。矛盾博士說沒有任何空間和時間可以讓幻空躲過他，幻空說自己會燒掉抵達目標的橋樑而且現在有兩個班要吸收。小班說幻空不去亞馬加頓魔盤而是為手錶而來，班10,000說而且幻空在整個戰鬥被引導離開亞馬加頓魔盤。小班向幻空衝去，躲開幻空發射的光束並推倒幻空後躍向空中變身魟人。班10,000、小玟和凱文與幻空纏鬥，小班向遠處飛去。幻空發現小班在破壞亞馬加頓魔盤，震退班10,000、小玟和凱文以後持續對小班發射光束，但是小班都躲開。小班成功破壞亞馬加頓魔盤，幻空看到自己從手開始，再來是全身都發光，最後破碎爆炸變成一道光消失。 矛盾博士出現，和班10,000、小玟和凱文跑上前，小玟高喊看到小班的事。倒在地上的小班從魟人變回，說不要這麼大聲，自己試著睡覺。矛盾博士說幻空沒了可以安心睡，所有時間線的小班也將回復。小班對班10,000說班10,000知道這將會發生，這以前發生過。班10,000說幻空嚴重弄糟時間線，自己都不完全確定是否又是一個平行世界。矛盾博士對班10,000說自己可以確定這是原始的時間線，然後走向小班說可是勝利代價高昂，小班失去超巨人和沼澤火，轉向班10,000說但願有方法能恢復。班10,000答應並調整小班的Ultimatrix，告訴小班已經完成，只是解鎖小班曾變過的外星人。班10,000還告訴小班他給小班一些新的外星人可以變，只是會惹惱阿茲米斯。矛盾博士要帶班10,000離開，離開前警告小班小心老喬治（Old George）和異域魔獸（The Creature From Beyond）。 |                |                                  |                     |                     | |
| 31 | 32             | Moonstruck                       | 為愛痴狂            | Season 2 -Epsode 11 | 2012/7/29 11:23 2012/8/16 23:30重播 2012/8/17 15:05重播                                                           |
| 小班、小玟和凱文幫馬克清理老破車，找到一副手鐲。馬克對小班、小玟和凱文談到自己和薇朵娜的過去。 - 刪節片段：中文版剪掉馬克和薇朵娜接吻的鏡頭。 |                |                                  |                     |                     | |
| 32 | 31             | Prisoner Number 775 is Missing   | 775號囚犯不見了     | Season 2 -Epsode 12 | 2012/7/29 10:57 2012/8/16 15:00重播 2012/8/16 23:00重播                                                           |
| 馬克接到來自小柏的消息，第五十一區的基地消失。Ben 10團隊和馬克前往第五十一區，見小柏和洛桑了解情況並進行調查。 - 翻譯差異：小班變身神力暴龍承受汽車撞擊後第一句對白，以及打敗囚犯後變回來的對白內容有差異。 |                |                                  |                     |                     | |
| 33 | 35             | The Purge                        | 趕盡殺絕            | Season 2 -Epsode 13 | 2012/7/29 12:48 2012/8/18 22:58重播 2012/8/22 15:00重播                                                           |
| 喬治重新整合永恆武士，要發動種族淨化清除地球上的外星生物。 |                |                                  |                     |                     | |
| 34 | 33             | Simian Says                      | 拯救阿拉卡那星      | Season 2 -Epsode 14 | 2012/7/29 11:47 2012/8/17 22:58重播 2012/8/20 15:05重播                                                           |
| 西米恩和黑幫首領米薩魯交易時意外讓半獸蟲女王寄生米薩魯。半獸蟲在阿拉卡那星擴散，尤妮絲也失蹤。Ben 10團隊接到西米恩的求助，前往阿拉卡那星處理。 |                |                                  |                     |                     | |
| 35 | 34             | Greetings from Techadon          | 特戰僮來囉          | Season 2 -Epsode 15 | 2012/7/29 12:17 2012/8/17 23:25重播 2012/8/21 15:04重播                                                           |
| 以前出現過的特戰僮（Techadon）不斷出現更強的版本攻擊小班。 |                |                                  |                     |                     | |
| 36 | 43             | The Flame Keepers' Circle        | 冒牌外星先知        | Season 2 -Epsode 16 | 2012/9/21 18:02 2012/10/18 23:04重播                                                                              |
| 茱莉加入一個以崇拜大剛為名的教團，而這個教團實際上正在崇拜的是魔賈斯。 - 翻譯差異：在小班打破魔賈斯的水槽並到房間門外以後，小班、小玟和凱文凱文的對白中凱文提到魔賈斯是否真的有鼻子，中文版改成是否聽得懂台語。 |                |                                  |                     |                     | |
| 37 | 36             | Double or Nothing                | 冒牌Ben 10          | Season 2 -Epsode 17 | 2012/7/29 13:14 2012/8/18 23:25重播 2012/8/23 15:00重播                                                           |
| 由於小班成名，阿貝多演小班來賺錢，陪他的還有另外三個外星人演員。 |                |                                  |                     |                     | |
| 38 | 37             | The Perfect Girlfriend           | 超完美女友          | Season 2 -Epsode 18 | 2012/7/29 13:45 2012/8/19 22:58重播 2012/8/24 15:02重播                                                           |
| 原本要搭飛機去參加網球賽的茱莉突然回到身邊，但是茱莉和身邊的船行為怪異。 - 刪節片段：在小班和「茱莉」看過電影後牽手走在路上，中文版剪掉小班準備吻「茱莉」的鏡頭。 |                |                                  |                     |                     | |
| 39 | 38             | Ultimate Sacrifice               | 終極犧牲            | Season 2 -Epsode 19 | 2012/7/29 14:10 2012/8/19 23:25重播                                                                               |
| 小班的Ultimatrix裡面的終極版外星人有了自己的意識，想要除掉小班得到自由。 |                |                                  |                     |                     | |
| 40 | 39             | The Widening Gyre                | 突變垃圾怪          | Season 2 -Epsode 20 | 2012/9/19 17:59 2012/10/16 22:57重播                                                                              |
| 太平洋的垃圾組成巨大的怪獸抓走人類。 |                |                                  |                     |                     | |
| 41 | 40             | The Mother of All Vreedles       | 大義滅親            | Season 2 -Epsode 21 | 2012/9/19 18:32 2012/10/16 23:25重播                                                                              |
| 維德兄弟的母親帶他們搶銀行，然後前往地球想要在地球大量複製自己的「漂亮男孩」。 |                |                                  |                     |                     | |
| 42 | 41             | A Knight to Remember             | 救世英雄            | Season 2 -Epsode 22 | 2012/9/20 17:58 2012/10/17 22:59重播                                                                              |
| 魔賈斯為了取得力量前往奪取大剛之心，和永恆武士衝突。後來又受到大剛的慫恿，去破壞永恆武士的封印。 |                |                                  |                     |                     | |
| 43 | 42             | Solitary Alignment               | 屠龍大計            | Season 2 -Epsode 23 | 2012/9/20 18:27 2012/10/17 23:26重播                                                                              |
| 阿茲米斯向Ben 10團隊解釋關於自己創造Omnitrix原因的過去，以及不能讓喬治繼續拿那把劍。 |                |                                  |                     |                     | |
| 44 | 44             | Inspector 13                     | 督察13號            | Season 2 -Epsode 24 | 2012/9/21 18:35 2012/10/18 23:32重播                                                                              |
| 製造出特戰僮（Techadon）的武器大師到地球想要Ultimatrix。 |                |                                  |                     |                     | |
| 45 | 45             | The Enemy of My Frenemy          | 化敵為友            | Season 2 -Epsode 25 | 2012/9/24 17:59 2012/10/19 23:00重播 - 翻譯差異：縛術師出現的時候說出邪咒魔女的名字，但是中文版只是稱她「寶貝」。 |
| Ben 10團隊重返雷吉多蒙要救援邪咒魔女，但是雷吉多蒙的局勢發生相當大的變化。 |                |                                  |                     |                     | |
| 46 | 46             | Couples Retreat                  | 可恨負心漢          | Season 2 -Epsode 26 | 2012/9/24 18:29 2012/10/19 23:32重播                                                                              |
| 邪咒魔女受到麥克誘惑幫助麥克回復，讓麥克得以反擊Ben 10團隊。 - 刪節片段：邪咒魔女展示與麥克聯手的威力後和麥克接吻的橋段在中文版被縮短。麥克準備從雷吉多蒙前往地球以前和邪咒魔女道別，兩人接吻的鏡頭在中文版被剪掉。 |                |                                  |                     |                     | |
| 47 | 47             | Catch a Falling Star             | 亡命鴛鴦            | Season 2 -Epsode 27 | 2012/9/25 17:57 2012/10/20 22:59重播                                                                              |
| 珍妮佛幫助替天行道大隊長逃獄，替天行道大隊長要消滅小班報復。 |                |                                  |                     |                     | |
| 48 | 48             | The Egg Man Cometh               | 董悟又來亂          | Season 2 -Epsode 28 | 2012/9/25 18:25 2012/10/20 23:28重播                                                                              |
| 娜塔莉要用來做菜的蛋冒出一隻龍（翼龍），經過追查後發現牽涉到董悟的陰謀。 |                |                                  |                     |                     | |
| 49 | 49             | Night of the Living Nightmare    | 自食惡果            | Season 2 -Epsode 29 | 2012/9/26 17:59 2012/10/21 23:04重播                                                                              |
| 阿貝多操控小班的夢境，企圖藉機奪取Ultimatrix。 |                |                                  |                     |                     | |
| 50 | 50             | The Beginning of the End         | 終極英雄 終曲之前奏 | Season 2 -Epsode 30 | 2012/9/26 18:26 2012/10/21 23:37重播                                                                              |
| 永恆武士與試圖釋放大剛的魔龍秘教在五十一區交戰，Ben 10團隊也介入。魔龍秘教要讓大剛進入當前的象限。喬治前往封印處，出現在面前的是魔賈斯。對大剛世界的封印被魔賈斯破壞，大剛世界出現在大家眼前。 |                |                                  |                     |                     | |
| 51 | 51             | The Ultimate Enemy Pt. 1         | 終極惡敵 上集       | Season 2 -Epsode 31 | 2012/9/27 18:00 2012/10/22 22:57重播                                                                              |
| 大剛把人類都變成魔龍秘教士兵。大剛操縱小玟，想要用小玟破壞封印。大剛的本體出現在大家面前。 |                |                                  |                     |                     | |
| 52 | 52             | The Ultimate Enemy Pt. 2         | 終極惡敵 下集       | Season 2 -Epsode 32 | 2012/9/27 18:33 2012/10/22 23:26重播                                                                              |
| 小班和大剛決戰，魔賈斯吸收了大剛。小班用艾司克隆抽出魔賈斯身上大剛的力量，將大剛封印在艾司克隆。魔賈斯勸說小班用終極力量創造新宇宙，小班選擇將地球人恢復。阿茲米斯收走艾司克隆和Ultimatrix，給小班一支新的Omnitrix。 - 刪節片段：中文版縮減後面小班和茱莉接吻的相關橋段。 |                |                                  |                     |                     | |

- Ben 10 終極英雄製作團隊之一的Eugene Son在相關討論版對於集數的季畫分提到有各種版本[24]，這裡的畫分參考TV Guide和Vejo Series[25]，以及Ben 10 終極英雄的最後十集DVD[26]。

## 重要物品
- Ultimatrix

小班在《Ben 10 終極英雄》使用的變身裝置，取代過去的Omnitrix並且讓某些外星英雄變身得以進一步成為終極版。最後被阿茲米斯收走，並以一支新的Omnitrix取代。
- 老破車三號（Rust Bucket 3）

從《Ben 10 終極英雄》開始出現的太空船，由凱文擁有。可以載大家到遠方出任務，包括太空。
- 無垠穹蒼圖（Map of Infinity）

用來前往宇宙創始大地的地圖。由於宇宙創始大地被矛盾博士用編年隨機選取障壁隱藏起來，除了矛盾博士本人就只有持地圖者和天外天神民族可以前往。地圖被矛盾博士分成四部分，分別藏在四個地方。蒙賽洛星系米德提星球的古神廟、皮西斯星的岩石地心核、雷吉多蒙的阿威煞和天外方宮的看守者。
- 星體向心力加速器

皮西斯星的地心引力倍增器，位於水行星皮西斯星的岩石地心核，用來維持足以將液態大氣層固定在行星的引力。實際上是無垠穹蒼圖的一部分，後來被惡怪剋奪走。
- 魔天符（Alpha Rune）

位於雷吉多蒙，被阿威煞戴在脖子上，讓阿威煞足以運用強大的天能。實際上是無垠穹蒼圖的一部分，後來被惡怪剋奪走。當邪咒魔女掌控雷吉多蒙，魔天符已轉為邪咒魔女所有。
- 亞馬加頓魔盤（Hands of Armageddon）

上面有大量符號的圓盤，是幻空在不同時空穿梭的出入口。後來被小班摧毀。
- 艾司克隆（Ascalon）

阿茲米斯所創造的一把威力強大的劍。一位戰士偷走這把劍統一自己星球的各派系，可是那個星球也因為這把劍強大的力量而毀滅。在這之後這把劍被阿茲米斯回收。在地球的中世紀，大剛和路庫布拉入侵地球。為了擊敗這些強敵，阿茲米斯將這把劍交給後來創立永恆武士的喬治。喬治將這把劍命名為「艾司克隆」，用來刺穿與挖出大剛的心臟，迫使大剛退回自己的象限。魔賈斯破壞對大剛的封印以後，喬治重新取走這把劍。喬治與大剛作戰犧牲後，小班接手這把劍，用來對付吸收大剛的魔賈斯。小班最後把大剛從魔賈斯體內抽出封印，並且將地球人恢復原狀，再將這把劍還給阿茲米斯。
艾司克隆讓持有者可以用來抵擋大部分攻擊，持有者也可以因為這把劍產生頭盔和全身鎧甲。這把劍也可以透過揮舞造成強大的旋風，還可以將Ultimatrix的變身解除。另外，配備這把劍可以對大剛的心靈控制免疫。

## 相關連結
- （中文）Ben 10 終極英雄
- udn聯合追星網-BEN 10 終極英雄

（页面存档备份，存于）
- （英文）Ben 10 Ultimate Alien（页面存档备份，存于）
- （中文）Ben 10 外星英雄
- （英文）Ben 10 Alien force（页面存档备份，存于）
- （英文）本節目官方網站（页面存档备份，存于）